# Personnages du Trône de fer
Pour les articles homonymes, voir Trône (homonymie).
Pour les personnages du feuilleton adapté des romans, voir Personnages de Game of Thrones.
Cet article présente la liste des personnages du cycle de fantasy Le Trône de fer (A Song of Ice and Fire) écrit par George R. R. Martin. Les romans présentent trois intrigues entrelacées : une guerre de dynastie pour le contrôle de Westeros par plusieurs grandes maisons ; la menace grandissante venue du Nord posée par des créatures appelées « les Autres » (The Others) ; et les ambitions royales de Daenerys Targaryen, l'héritière exilée d'une dynastie presque disparue.
Chaque chapitre est narré à travers les yeux d'un seul personnage, par un point de vue interne à la troisième personne. Au début de la saga, les romans adoptaient à tour de rôle les points de vue de neuf personnages (1996) ; ce nombre va jusqu'à trente et un dans A Dance with Dragons (2011).
Réutilisés dans les œuvres dérivées des romans, leurs descriptions peuvent varier légèrement, notamment par rapport à celles du feuilleton télévisé, dont les personnages et leurs interprètes sont détaillés ici.
Note : les personnages sont classés par grandes maisons ; au sein des différentes maisons, les membres de la famille sont indiqués en premier tandis que leur maisonnée, leurs alliés et leurs bannerets sont indiqués à la suite. Les noms originaux (en anglais) sont indiqués entre parenthèses.

## Personnages

### Maison Arryn

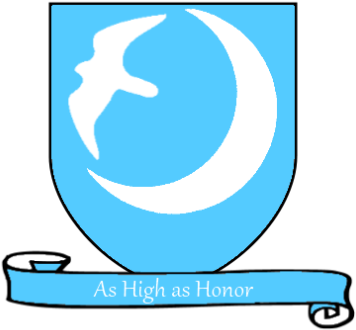
Blason de la Maison Arryn.

La maison Arryn est l'une des grandes maisons des Sept Couronnes et gouverne la région du Val (The Vale). Elle descend des rois de la Montagne bleue et du Val (Kings of Mountain and Vale) et a son siège à la forteresse des Eyrié (The Eyrie), un petit château situé au sommet d'une montagne. Les chefs de la maison Arryn sont gouverneurs de l'Est (Warden of the East) depuis la fondation des Sept Couronnes. Son blason est un faucon blanc sur ciel de lune blanche, et sa devise est « Aussi haute qu'honneur » (« As High as Honor »). Les bâtards nés au Val sont nommés « Stone ». Ses principales maisons vassales sont les Baelish, les Belmore, les Corbray, les Grafton, les Rougefort (Redfort), les Royce, les Sunderland, les Vanbois (Waynwood) et les Veneur (Hunter).
Jon Arryn était le seigneur-lige de la maison Arryn avant d'être empoisonné peu avant le début du premier roman A Game of Thrones. Son fils unique, Robert Arryn, devient alors seigneur des Eyrié, sa mère Lysa Tully étant alors régente jusqu'à sa majorité.
|           |           |           |           |              |              |              |              |              |              |            |            |            |            |           |           |                      |                      |                      |                      |                      |                      |             |             | Jasper Arryn |             |            |            |            |            |           |           |                 |                 |                 |                 |                             |                             |                             |                             |                             |                             |  |  |                   |                   |                   |                   |                   |                   |  |  |                |                |                |                |                |                |              |              |              |              |              |              |              |              |              |              |              |              |
|           |           |           |           |              |              |              |              |              |              |            |            |            |            |           |           |                      |                      |                      |                      |                      |                      |             |             |              |             |            |            |            |            |           |           |                 |                 |                 |                 |                             |                             |                             |                             |                             |                             |  |  |                   |                   |                   |                   |                   |                   |  |  |                |                |                |                |                |                |              |              |              |              |              |              |              |              |              |              |              |              |
|           |           |           |           |              |              |              |              |              |              |            |            |            |            |           |           |                      |                      |                      |                      |                      |                      |             |             |              |             |            |            |            |            |           |           |                 |                 |                 |                 |                             |                             |                             |                             |                             |                             |  |  |                   |                   |                   |                   |                   |                   |  |  |                |                |                |                |                |                |              |              |              |              |              |              |              |              |              |              |              |              |
| Jon Arryn | Jon Arryn | Jon Arryn | Jon Arryn | Jon Arryn    | Jon Arryn    |              |              | Lysa Tully   | Lysa Tully   | Lysa Tully | Lysa Tully | Lysa Tully | Lysa Tully |           |           |                      |                      |                      |                      |                      |                      |             |             | Alys Arryn   | Alys Arryn  | Alys Arryn | Alys Arryn | Alys Arryn | Alys Arryn |           |           | Elys Waynwood   | Elys Waynwood   | Elys Waynwood   | Elys Waynwood   | Elys Waynwood               | Elys Waynwood               |                             |                             |                             |                             |  |  |                   |                   |                   |                   |                   |                   |  |  |                |                |                |                | Ronnel Arryn   | Ronnel Arryn   | Ronnel Arryn | Ronnel Arryn | Ronnel Arryn | Ronnel Arryn |              |              | Lady Belmore | Lady Belmore | Lady Belmore | Lady Belmore | Lady Belmore | Lady Belmore |
| Jon Arryn | Jon Arryn | Jon Arryn | Jon Arryn | Jon Arryn    | Jon Arryn    |              |              | Lysa Tully   | Lysa Tully   | Lysa Tully | Lysa Tully | Lysa Tully | Lysa Tully |           |           |                      |                      |                      |                      |                      |                      |             |             | Alys Arryn   | Alys Arryn  | Alys Arryn | Alys Arryn | Alys Arryn | Alys Arryn |           |           | Elys Waynwood   | Elys Waynwood   | Elys Waynwood   | Elys Waynwood   | Elys Waynwood               | Elys Waynwood               |                             |                             |                             |                             |  |  |                   |                   |                   |                   |                   |                   |  |  |                |                |                |                | Ronnel Arryn   | Ronnel Arryn   | Ronnel Arryn | Ronnel Arryn | Ronnel Arryn | Ronnel Arryn |              |              | Lady Belmore | Lady Belmore | Lady Belmore | Lady Belmore | Lady Belmore | Lady Belmore |
|           |           |           |           |              |              |              |              |              |              |            |            |            |            |           |           |                      |                      |                      |                      |                      |                      |             |             |              |             |            |            |            |            |           |           |                 |                 |                 |                 |                             |                             |                             |                             |                             |                             |  |  |                   |                   |                   |                   |                   |                   |  |  |                |                |                |                |                |                |              |              |              |              |              |              |              |              |              |              |              |              |
|           |           |           |           |              |              |              |              |              |              |            |            |            |            |           |           |                      |                      |                      |                      |                      |                      |             |             |              |             |            |            |            |            |           |           |                 |                 |                 |                 |                             |                             |                             |                             |                             |                             |  |  |                   |                   |                   |                   |                   |                   |  |  |                |                |                |                |                |                |              |              |              |              |              |              |              |              |              |              |              |              |
|           |           |           |           | Robert Arryn | Robert Arryn | Robert Arryn | Robert Arryn | Robert Arryn | Robert Arryn |            |            | une fille  | une fille  | une fille | une fille | une fille            | une fille            |                      |                      | Denys Arryn          | Denys Arryn          | Denys Arryn | Denys Arryn | Denys Arryn  | Denys Arryn |            |            | une fille  | une fille  | une fille | une fille | une fille       | une fille       |                 |                 | membre de la maison Hardyng | membre de la maison Hardyng | membre de la maison Hardyng | membre de la maison Hardyng | membre de la maison Hardyng | membre de la maison Hardyng |  |  | six autres filles | six autres filles | six autres filles | six autres filles | six autres filles | six autres filles |  |  | Jasper Vanbois | Jasper Vanbois | Jasper Vanbois | Jasper Vanbois | Jasper Vanbois | Jasper Vanbois |              |              | Elbert Arryn | Elbert Arryn | Elbert Arryn | Elbert Arryn | Elbert Arryn | Elbert Arryn |              |              |              |              |
|           |           |           |           | Robert Arryn | Robert Arryn | Robert Arryn | Robert Arryn | Robert Arryn | Robert Arryn |            |            | une fille  | une fille  | une fille | une fille | une fille            | une fille            |                      |                      | Denys Arryn          | Denys Arryn          | Denys Arryn | Denys Arryn | Denys Arryn  | Denys Arryn |            |            | une fille  | une fille  | une fille | une fille | une fille       | une fille       |                 |                 | membre de la maison Hardyng | membre de la maison Hardyng | membre de la maison Hardyng | membre de la maison Hardyng | membre de la maison Hardyng | membre de la maison Hardyng |  |  | six autres filles | six autres filles | six autres filles | six autres filles | six autres filles | six autres filles |  |  | Jasper Vanbois | Jasper Vanbois | Jasper Vanbois | Jasper Vanbois | Jasper Vanbois | Jasper Vanbois |              |              | Elbert Arryn | Elbert Arryn | Elbert Arryn | Elbert Arryn | Elbert Arryn | Elbert Arryn |              |              |              |              |
|           |           |           |           |              |              |              |              |              |              |            |            |            |            |           |           |                      |                      |                      |                      |                      |                      |             |             |              |             |            |            |            |            |           |           |                 |                 |                 |                 |                             |                             |                             |                             |                             |                             |  |  |                   |                   |                   |                   |                   |                   |  |  |                |                |                |                |                |                |              |              |              |              |              |              |              |              |              |              |              |              |
|           |           |           |           |              |              |              |              |              |              |            |            |            |            |           |           | un fils (mort jeune) | un fils (mort jeune) | un fils (mort jeune) | un fils (mort jeune) | un fils (mort jeune) | un fils (mort jeune) |             |             |              |             |            |            |            |            |           |           | Harrold Hardyng | Harrold Hardyng | Harrold Hardyng | Harrold Hardyng | Harrold Hardyng             | Harrold Hardyng             |                             |                             |                             |                             |  |  |                   |                   |                   |                   |                   |                   |  |  |                |                |                |                |                |                |              |              |              |              |              |              |              |              |              |              |              |              |

#### Famille

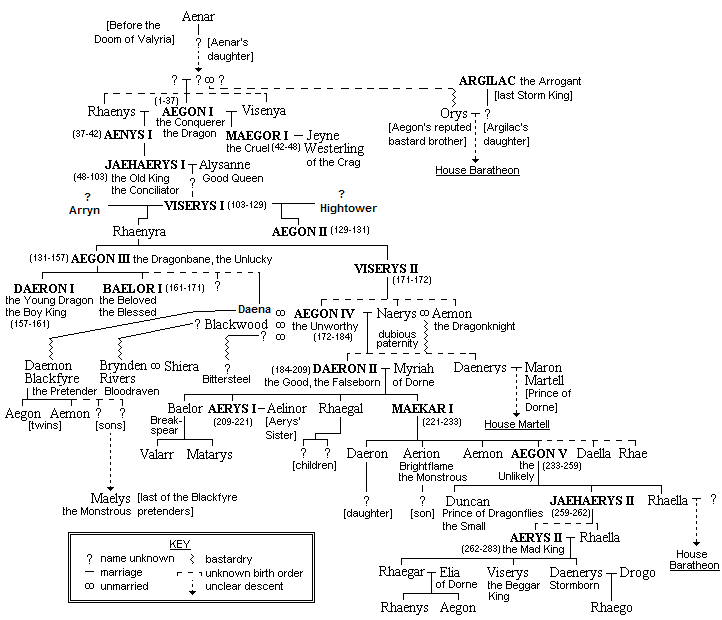
Arbre généalogique de la famille Targaryen.

##### Jon Arryn
Jon Arryn époux de Lysa et père de Robert. Il a été le mentor et la Main du roi Robert Baratheon durant les quinze premières années de son règne mais sa mort, soudaine et suspecte, déclenche les événements de la saga.

##### Lysa Arryn
Lysa Arryn, née Tully, sœur de Catelyn Stark et d’Edmure Tully, est l'épouse de Jon Arryn et la mère de Robert Arryn. Personnage lunatique retranché dans sa forteresse imprenable des Eyrié, elle refuse d'engager les forces du Val dans la guerre des cinq rois. Elle protège son fils unique et maladif plus que tout, et le traite tel un bébé. Amoureuse de lord Baelish, grand argentier du royaume et maître intrigant, elle le reçoit aux Eyrié, l'épouse et contre l'avis de ses vassaux, le nomme Lord protecteur du Val dans A Storm of Swords. Elle découvre peu après l'attirance de ce dernier pour sa nièce Sansa. Littlefinger, qui en réalité n'a toujours été épris que de Catelyn Stark, profite d'une crise de folie de sa femme pour l'éliminer. Elle meurt précipitée dans le vide depuis la porte de la Lune.

##### Robert Arryn
Robert Arryn, fils de Lysa et de Jon Arryn. Âgé de six ans au début de la saga, c'est un enfant à la santé très fragile et instable mentalement.

#### Maisonnée, alliés et bannerets
Les principales maisons vassales des Arryn sont les Vanbois (Waynwood), les Royce, les Corbray, les Baelish, les Belmore, les Grafton, les Veneur (Hunter), les Rougefort (Redfort) et les Templeton.

### Maison Baratheon

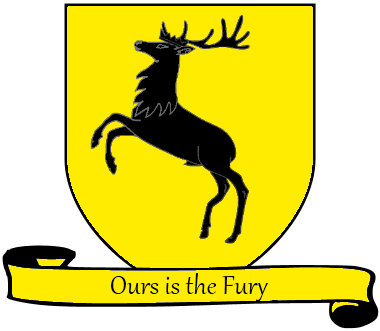
Blason de la Maison Baratheon.

La maison Baratheon est la plus récente des grandes maisons des Sept Couronnes, et gouverne la région des Terres de l'Orage (The Stormlands). Fondée par le frère bâtard du premier roi targaryen, Orys Baratheon, son siège se situe à Accalmie (Storm's End) que gère Renly Baratheon, alors que sa branche royale est à la capitale Port-Réal (King's Landing) avec Robert Baratheon, et la branche cadette de Stannis Baratheon se tient aussi à Peyredragon (Dragonstone). Son blason est un cerf noir sur champ doré (« d'or au cerf saillant de sable, couronné »), et sa devise est « Nôtre est la fureur » (« Ours is the Fury »). Les bâtards nés dans les terres de l'Orage sont nommés « Storm ». Ses principales maisons vassales sont les Buckler, les Caron, les Estremont (Estermont), les Morrigen, les Staedmon, les Swann et les Torth (Tarth). Le blason et la devise des Baratheon dérivent de ceux de la défunte maison Durrandon, la lignée royale des « Rois de l'Orage » qui régnaient sur les Terres de l'Orage jusqu'à l'arrivée des Targaryen, dont Orys Baratheon qui tua le dernier roi de l'Orage et épousa sa fille, faisant du blason et de la devise des Durrandon ses propriétés.
|           |           |           |           |           |           |  |  |        |        |        |        |                  |                  |                  |                  |                  |                  |             |             | Ormund Baratheon | Ormund Baratheon | Ormund Baratheon | Ormund Baratheon | Ormund Baratheon  | Ormund Baratheon  |                   |                   | Rhaelle Targaryen | Rhaelle Targaryen | Rhaelle Targaryen | Rhaelle Targaryen | Rhaelle Targaryen | Rhaelle Targaryen |                   |                   |                   |                   |                |                |                |                |  |  |                 |                 |                 |                 |                 |                 |  |  |                 |                 |                 |                 |                 |                 |  |  |
|           |           |           |           |           |           |  |  |        |        |        |        |                  |                  |                  |                  |                  |                  |             |             | Ormund Baratheon | Ormund Baratheon | Ormund Baratheon | Ormund Baratheon | Ormund Baratheon  | Ormund Baratheon  |                   |                   | Rhaelle Targaryen | Rhaelle Targaryen | Rhaelle Targaryen | Rhaelle Targaryen | Rhaelle Targaryen | Rhaelle Targaryen |                   |                   |                   |                   |                |                |                |                |  |  |                 |                 |                 |                 |                 |                 |  |  |                 |                 |                 |                 |                 |                 |  |  |
|           |           |           |           |           |           |  |  |        |        |        |        |                  |                  |                  |                  |                  |                  |             |             |                  |                  |                  |                  |                   |                   |                   |                   |                   |                   |                   |                   |                   |                   |                   |                   |                   |                   |                |                |                |                |  |  |                 |                 |                 |                 |                 |                 |  |  |                 |                 |                 |                 |                 |                 |  |  |
|           |           |           |           |           |           |  |  |        |        |        |        |                  |                  |                  |                  |                  |                  |             |             |                  |                  |                  |                  | Steffon Baratheon | Steffon Baratheon | Steffon Baratheon | Steffon Baratheon | Steffon Baratheon | Steffon Baratheon |                   |                   | Cassana Estermont | Cassana Estermont | Cassana Estermont | Cassana Estermont | Cassana Estermont | Cassana Estermont |                |                |                |                |  |  |                 |                 |                 |                 |                 |                 |  |  |                 |                 |                 |                 |                 |                 |  |  |
|           |           |           |           |           |           |  |  |        |        |        |        |                  |                  |                  |                  |                  |                  |             |             |                  |                  |                  |                  | Steffon Baratheon | Steffon Baratheon | Steffon Baratheon | Steffon Baratheon | Steffon Baratheon | Steffon Baratheon |                   |                   | Cassana Estermont | Cassana Estermont | Cassana Estermont | Cassana Estermont | Cassana Estermont | Cassana Estermont |                |                |                |                |  |  |                 |                 |                 |                 |                 |                 |  |  |                 |                 |                 |                 |                 |                 |  |  |
|           |           |           |           |           |           |  |  |        |        |        |        |                  |                  |                  |                  |                  |                  |             |             |                  |                  |                  |                  |                   |                   |                   |                   |                   |                   |                   |                   |                   |                   |                   |                   |                   |                   |                |                |                |                |  |  |                 |                 |                 |                 |                 |                 |  |  |                 |                 |                 |                 |                 |                 |  |  |
|           |           |           |           |           |           |  |  |        |        |        |        |                  |                  |                  |                  |                  |                  |             |             |                  |                  |                  |                  |                   |                   |                   |                   |                   |                   |                   |                   |                   |                   |                   |                   |                   |                   |                |                |                |                |  |  |                 |                 |                 |                 |                 |                 |  |  |                 |                 |                 |                 |                 |                 |  |  |
|           |           |           |           |           |           |  |  |        |        |        |        | Robert Baratheon | Robert Baratheon | Robert Baratheon | Robert Baratheon | Robert Baratheon | Robert Baratheon |             |             | Cersei Lannister | Cersei Lannister | Cersei Lannister | Cersei Lannister | Cersei Lannister  | Cersei Lannister  |                   |                   | Stannis Baratheon | Stannis Baratheon | Stannis Baratheon | Stannis Baratheon | Stannis Baratheon | Stannis Baratheon |                   |                   | Selyse Florent    | Selyse Florent    | Selyse Florent | Selyse Florent | Selyse Florent | Selyse Florent |  |  | Renly Baratheon | Renly Baratheon | Renly Baratheon | Renly Baratheon | Renly Baratheon | Renly Baratheon |  |  | Margaery Tyrell | Margaery Tyrell | Margaery Tyrell | Margaery Tyrell | Margaery Tyrell | Margaery Tyrell |  |  |
|           |           |           |           |           |           |  |  |        |        |        |        | Robert Baratheon | Robert Baratheon | Robert Baratheon | Robert Baratheon | Robert Baratheon | Robert Baratheon |             |             | Cersei Lannister | Cersei Lannister | Cersei Lannister | Cersei Lannister | Cersei Lannister  | Cersei Lannister  |                   |                   | Stannis Baratheon | Stannis Baratheon | Stannis Baratheon | Stannis Baratheon | Stannis Baratheon | Stannis Baratheon |                   |                   | Selyse Florent    | Selyse Florent    | Selyse Florent | Selyse Florent | Selyse Florent | Selyse Florent |  |  | Renly Baratheon | Renly Baratheon | Renly Baratheon | Renly Baratheon | Renly Baratheon | Renly Baratheon |  |  | Margaery Tyrell | Margaery Tyrell | Margaery Tyrell | Margaery Tyrell | Margaery Tyrell | Margaery Tyrell |  |  |
|           |           |           |           |           |           |  |  |        |        |        |        |                  |                  |                  |                  |                  |                  |             |             |                  |                  |                  |                  |                   |                   |                   |                   |                   |                   |                   |                   |                   |                   |                   |                   |                   |                   |                |                |                |                |  |  |                 |                 |                 |                 |                 |                 |  |  |                 |                 |                 |                 |                 |                 |  |  |
|           |           |           |           |           |           |  |  |        |        |        |        |                  |                  |                  |                  |                  |                  |             |             |                  |                  |                  |                  |                   |                   |                   |                   |                   |                   |                   |                   |                   |                   |                   |                   |                   |                   |                |                |                |                |  |  |                 |                 |                 |                 |                 |                 |  |  |                 |                 |                 |                 |                 |                 |  |  |
| Mya Stone | Mya Stone | Mya Stone | Mya Stone | Mya Stone | Mya Stone |  |  | Gendry | Gendry | Gendry | Gendry | Gendry           | Gendry           |                  |                  | Edric Storm      | Edric Storm      | Edric Storm | Edric Storm | Edric Storm      | Edric Storm      |                  |                  | Barra             | Barra             | Barra             | Barra             | Barra             | Barra             |                   |                   | Shôren Baratheon  | Shôren Baratheon  | Shôren Baratheon  | Shôren Baratheon  | Shôren Baratheon  | Shôren Baratheon  |                |                |                |                |  |  |                 |                 |                 |                 |                 |                 |  |  |                 |                 |                 |                 |                 |                 |  |  |

#### Baratheon de Port-Réal

##### Famille

###### Joffrey Baratheon

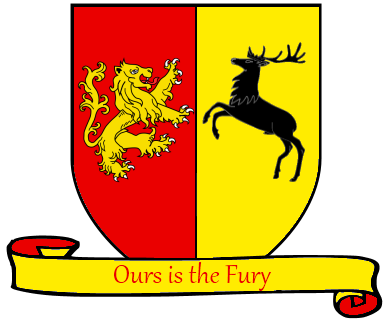
Blason personnel de Joffrey Baratheon.

Joffrey Baratheon est le fils aîné de Cersei et, officiellement, de Robert Baratheon. Âgé de douze ans au début de la saga, il est, sous des manières policées, cruel et vaniteux. Promis à Sansa Stark, qui est émerveillée par sa belle allure, il lui promet d'épargner la vie d'Eddard Stark lorsque celui-ci est capturé par Cersei et que lui-même devient roi, à la suite de la mort de Robert. Mais il ordonne à la place son exécution publique et humilie et fait battre Sansa à plusieurs reprises pour son propre amusement. Seule l'arrivée à la capitale de son oncle Tyrion, nommé Main du roi, dans A Clash of Kings, freine ses cruels desseins. Après la bataille de la Nera, dans A Storm of Swords, Joffrey épouse finalement Margaery Tyrell mais il est empoisonné par Olenna Tyrell avec l'aide de Petyr Baelish et meurt lors du repas de noces.

###### Myrcella Baratheon
Myrcella Baratheon est la fille de Cersei et, officiellement, de Robert Baratheon. Âgée de huit ans au début de la saga, c'est une jeune fille bien élevée et intelligente. Pour s'assurer l'alliance de la maison Martell, Tyrion Lannister l'envoie à Dorne comme promise du jeune Trystan Martell. Après la mort de Joffrey, Arianne Martell projette de la faire couronner reine des Sept Couronnes (dans A Feast for Crows) mais son plan tourne court et, lors de la capture d'Arianne et de ses complices, l'un d'eux, Gerold Dayne, tente de tuer Myrcella. Celle-ci survit mais est désormais défigurée.

###### Tommen Baratheon
Tommen Baratheon est le troisième enfant de Cersei et, officiellement, de Robert Baratheon. Âgé de sept ans au début de la saga, c'est un garçon doux et timide. Il est couronné roi à la mort de son frère Joffrey et épouse Margaery Tyrell.

#### Baratheon de Peyredragon

##### Famille

###### Stannis Baratheon

Blason personnel de Stannis Baratheon.

Stannis Baratheon, frère cadet de Robert Baratheon, est le seigneur de Peyredragon. C'est un homme extrêmement rigide et austère qui fait valoir ses droits au Trône de Fer à la mort de son frère. Rancunier, il ne pardonne aucun affront, même ancien, ce qui a lentement terni ses relations avec ses frères ou le conduit à s'obséder pour la possession d’Accalmie alors qu'un royaume entier s'ouvre à lui. Conseillé par Mélisandre, qui tire ses maléfices de sa force vitale, l'affaiblissant ainsi peu à peu, il récupère une partie de l'armée de son jeune frère Renly quand celui-ci est assassiné, puis il lance une attaque sur Port-Réal mais est vaincu lors de la bataille de la Nera. Il retourne à Peyredragon avec ce qui reste de ses troupes et, sur le conseil de Davos Mervault qu'il a nommé « Main du roi », il appareille pour le nord afin d'aller porter secours à la Garde de Nuit. Il arrive avec son armée juste à temps pour empêcher les « Sauvageons » de franchir le Mur et triomphe de leurs forces. Il séjourne dès lors à Châteaunoir et cherche des soutiens, notamment celui de Jon Snow, pour poursuivre la lutte pour le trône. Il fait brûler Mance Rayder pour montrer à tous le sort réservé aux traîtres. Il veut partir avec les sauvageons mais Jon Snow lui propose de partir à l'ouest, rencontrer des hommes de clan qui se joindront à lui.

##### Maisonnée, alliés et bannerets

###### Mélisandre d'Asshaï
Mélisandre d'Asshaï est une prêtresse de R'hllor venue d'Asshaï. Envoyée auprès de Stannis Baratheon, elle exerce petit à petit de plus en plus d'influence sur lui et le convertit à sa religion. Ses pouvoirs surnaturels sont à l'origine de la mort de Renly Baratheon, ce qui provoque le ralliement d'une partie de l'armée de Renly à Stannis, mais Stannis l'éloigne de son conseil et est alors vaincu à la bataille de la Nera. Elle entretient des relations ambivalentes avec Davos Mervault, refusant de le tuer alors qu'il s'est souvent opposé à elle et l'appuyant quand il suggère à Stannis de gagner le Mur. Elle participe à la victoire de l'armée de Stannis sur les « Sauvageons » et rencontre ensuite Jon Snow, ainsi que Mestre Aemon, qui découvre que ses visions sont exactes mais qu'elle les interprète mal. Elle veut aider Jon Snow mais celui-ci se méfie d'elle ; elle lui révèle tout de même ce qu'elle a vu dans ses flammes pour qu'il lui fasse enfin confiance. Elle l'aide également à sauver sa demi-sœur, Arya, qui fuit le mariage en se dirigeant vers le mur. Mais cette fille se trouve ne pas être Arya, mais la fille de Karstark.

###### Davos Mervault
Davos Mervault est un ancien contrebandier que Stannis Baratheon a fait chevalier pour l'avoir ravitaillé durant la révolte de son frère Robert (mais à qui il a par la même occasion coupé les dernières phalanges de la main gauche pour contrebande). Surnommé le « chevalier oignon » et méprisé par les vassaux de Stannis, il lui est néanmoins indéfectiblement loyal et lui donne de précieux conseils, non toujours suivis. Il s'oppose à Mélisandre, de qui il se méfie depuis qu'il a vu ses pouvoirs à l'œuvre, et participe à la bataille de la Nera, réussissant par miracle à échapper au désastre après la destruction de son navire par le feu grégeois. Recueilli sur un îlot désert par des hommes de Stannis, il regagne Peyredragon et Stannis le nomme au poste de « Main du roi ». Il persuade alors Stannis de se rendre dans le nord de Westeros afin de répondre à l'appel à l'aide de la Garde de Nuit. On apprend plus tard que, envoyé à Blancport négocier le ralliement des Manderly à Stannis, il aurait été exécuté par ceux-ci dans l'espoir d'obtenir le pardon des Lannister pour avoir suivi Robb Stark jusqu'à sa mort. Mais Manderly a seulement simulé son exécution et le charge secrètement de ramener Rickon Stark, le fils d'Eddard Stark qui se trouve sur l'île de Skagos où les habitants sont réputés pour être des cannibales.

#### Baratheon d'Accalmie

##### Famille

###### Renly Baratheon
Renly Baratheon est le plus jeune des trois frères de la maison Baratheon. Il ressemble énormément à Robert lorsqu'il était jeune. Il est dépeint comme homosexuel dans l'adaptation télévisée, ce qui n'est que suggéré dans les romans. Renly n'était qu'un enfant lors de la rébellion qui porta son frère Robert sur le trône du royaume. Cependant, il reçut l'imposante forteresse d'Accalmie ainsi que l'allégeance de tous les bannerets y étant rattachés lorsque son aîné détrôna Aerys le Dément. Tout cela au détriment de Stannis, pourtant son aîné, qui n'obtint que la lugubre citadelle de Peyredragon et de ses pauvres et rocailleuses terres alors qu'Accalmie devait lui revenir légitimement. Devenu adulte, Renly fait partie du conseil restreint de Robert en tant que « maître des Lois ». Il tente en secret de faire répudier la reine Cersei Lannister pour la remplacer par la jeune Margaery Tyrell. Après la mort de Robert, Renly propose à lord Eddard de s'emparer de l'héritier présomptif, Joffrey, avant que la reine le rende inaccessible. Eddard refusant son offre, Renly s'enfuit vers le sud avant que les choses ne tournent mal. Après la montée sur le trône de Joffrey, Renly épouse Margaery Tyrell, la sœur de Loras, et fille du seigneur du Bief. Fort des forces conjuguées du Bief et des Terres de l'Orage, Renly se couronne roi et compte faire entendre ses prétentions sur le trône de Fer. Alors que son armée est réunie, on vient l'avertir que sa forteresse d'Accalmie est assiégée par son propre frère, Stannis, qui prétend également au trône. Renly part lever le siège, mais il est mystérieusement assassiné par une ombre issue de la magie de la prêtresse rouge Mélisandre, âme damnée de Stannis.

##### Maisonnée, alliés et bannerets
La maison Baratheon est fieffée de différents domaines placés sous la suzeraineté de ses différents membres : Port-Réal sous Robert Baratheon, Peyredragon sous Stannis Baratheon et Accalmie sous Renly Baratheon.

### Maison Greyjoy

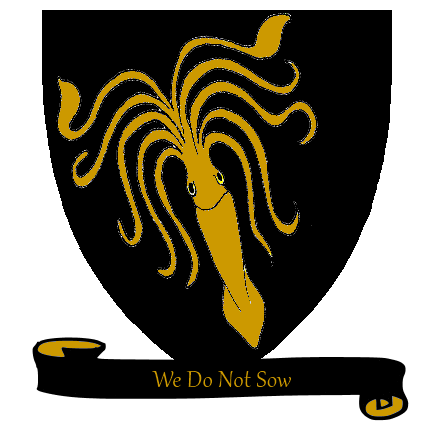
Blason de la Maison Greyjoy.

La maison Greyjoy est l'une des grandes familles de Westeros et la suzeraine des îles de Fer (The Iron Islands) et a son siège à Pyk (Pyke). Son blason est un kraken doré sur champ noir (« de sable au kraken d'or » en héraldique classique) et sa devise est « Nous ne semons pas » (« We Do Not Sow »). Les Greyjoy devinrent les seigneurs protecteurs des îles de Fer (Lords Paramount of the Iron Islands) après que la maison Targaryen a conquis les Sept -Couronnes et permis aux Fer-nés (Ironborn) de choisir leur dirigeant. Les Greyjoy sont réputés pour la puissance de leur flotte, et ils ont souvent conduit des raids contre d'autres maisons majeures dans un but de pillage. Les bâtards nés dans les îles de Fer sont nommés « Pyke ».
Balon Greyjoy est l'actuel seigneur des îles de Fer ; ses deux fils aînés étant morts au cours de la rébellion des Greyjoy, il n'a plus que sa fille Asha et son fils cadet Theon.
|                |                |                |                |                |                |  |  |                 |                 |                 |                 |                 |                 |  |  |                |                |                |                |                |                |  |  |               |               |               |               |               |               |  |  | Quellon Greyjoy |                |                |                |                |                |  |  |               |               |               |               |               |               |  |  |                   |                   |                   |                   |                   |                   |  |  |                 |                 |                 |                 |                 |                 |  |  |               |               |               |               |               |               |  |  |               |               |               |               |               |               |
|                |                |                |                |                |                |  |  |                 |                 |                 |                 |                 |                 |  |  |                |                |                |                |                |                |  |  |               |               |               |               |               |               |  |  |                 |                |                |                |                |                |  |  |               |               |               |               |               |               |  |  |                   |                   |                   |                   |                   |                   |  |  |                 |                 |                 |                 |                 |                 |  |  |               |               |               |               |               |               |  |  |               |               |               |               |               |               |
|                |                |                |                |                |                |  |  |                 |                 |                 |                 |                 |                 |  |  |                |                |                |                |                |                |  |  |               |               |               |               |               |               |  |  |                 |                |                |                |                |                |  |  |               |               |               |               |               |               |  |  |                   |                   |                   |                   |                   |                   |  |  |                 |                 |                 |                 |                 |                 |  |  |               |               |               |               |               |               |  |  |               |               |               |               |               |               |
| Harlon Greyjoy | Harlon Greyjoy | Harlon Greyjoy | Harlon Greyjoy | Harlon Greyjoy | Harlon Greyjoy |  |  | Quenton Greyjoy | Quenton Greyjoy | Quenton Greyjoy | Quenton Greyjoy | Quenton Greyjoy | Quenton Greyjoy |  |  | Donel Greyjoy  | Donel Greyjoy  | Donel Greyjoy  | Donel Greyjoy  | Donel Greyjoy  | Donel Greyjoy  |  |  | Balon Greyjoy | Balon Greyjoy | Balon Greyjoy | Balon Greyjoy | Balon Greyjoy | Balon Greyjoy |  |  | Alannys Harlaw  | Alannys Harlaw | Alannys Harlaw | Alannys Harlaw | Alannys Harlaw | Alannys Harlaw |  |  | Euron Greyjoy | Euron Greyjoy | Euron Greyjoy | Euron Greyjoy | Euron Greyjoy | Euron Greyjoy |  |  | Victarion Greyjoy | Victarion Greyjoy | Victarion Greyjoy | Victarion Greyjoy | Victarion Greyjoy | Victarion Greyjoy |  |  | Urrigon Greyjoy | Urrigon Greyjoy | Urrigon Greyjoy | Urrigon Greyjoy | Urrigon Greyjoy | Urrigon Greyjoy |  |  | Aeron Greyjoy | Aeron Greyjoy | Aeron Greyjoy | Aeron Greyjoy | Aeron Greyjoy | Aeron Greyjoy |  |  | Robin Greyjoy | Robin Greyjoy | Robin Greyjoy | Robin Greyjoy | Robin Greyjoy | Robin Greyjoy |
| Harlon Greyjoy | Harlon Greyjoy | Harlon Greyjoy | Harlon Greyjoy | Harlon Greyjoy | Harlon Greyjoy |  |  | Quenton Greyjoy | Quenton Greyjoy | Quenton Greyjoy | Quenton Greyjoy | Quenton Greyjoy | Quenton Greyjoy |  |  | Donel Greyjoy  | Donel Greyjoy  | Donel Greyjoy  | Donel Greyjoy  | Donel Greyjoy  | Donel Greyjoy  |  |  | Balon Greyjoy | Balon Greyjoy | Balon Greyjoy | Balon Greyjoy | Balon Greyjoy | Balon Greyjoy |  |  | Alannys Harlaw  | Alannys Harlaw | Alannys Harlaw | Alannys Harlaw | Alannys Harlaw | Alannys Harlaw |  |  | Euron Greyjoy | Euron Greyjoy | Euron Greyjoy | Euron Greyjoy | Euron Greyjoy | Euron Greyjoy |  |  | Victarion Greyjoy | Victarion Greyjoy | Victarion Greyjoy | Victarion Greyjoy | Victarion Greyjoy | Victarion Greyjoy |  |  | Urrigon Greyjoy | Urrigon Greyjoy | Urrigon Greyjoy | Urrigon Greyjoy | Urrigon Greyjoy | Urrigon Greyjoy |  |  | Aeron Greyjoy | Aeron Greyjoy | Aeron Greyjoy | Aeron Greyjoy | Aeron Greyjoy | Aeron Greyjoy |  |  | Robin Greyjoy | Robin Greyjoy | Robin Greyjoy | Robin Greyjoy | Robin Greyjoy | Robin Greyjoy |
|                |                |                |                |                |                |  |  |                 |                 |                 |                 |                 |                 |  |  |                |                |                |                |                |                |  |  |               |               |               |               |               |               |  |  |                 |                |                |                |                |                |  |  |               |               |               |               |               |               |  |  |                   |                   |                   |                   |                   |                   |  |  |                 |                 |                 |                 |                 |                 |  |  |               |               |               |               |               |               |  |  |               |               |               |               |               |               |
|                |                |                |                |                |                |  |  |                 |                 |                 |                 |                 |                 |  |  |                |                |                |                |                |                |  |  |               |               |               |               |               |               |  |  |                 |                |                |                |                |                |  |  |               |               |               |               |               |               |  |  |                   |                   |                   |                   |                   |                   |  |  |                 |                 |                 |                 |                 |                 |  |  |               |               |               |               |               |               |  |  |               |               |               |               |               |               |
|                |                |                |                |                |                |  |  |                 |                 |                 |                 |                 |                 |  |  | Rodrik Greyjoy | Rodrik Greyjoy | Rodrik Greyjoy | Rodrik Greyjoy | Rodrik Greyjoy | Rodrik Greyjoy |  |  | Maron Greyjoy | Maron Greyjoy | Maron Greyjoy | Maron Greyjoy | Maron Greyjoy | Maron Greyjoy |  |  | Asha Greyjoy    | Asha Greyjoy   | Asha Greyjoy   | Asha Greyjoy   | Asha Greyjoy   | Asha Greyjoy   |  |  | Theon Greyjoy | Theon Greyjoy | Theon Greyjoy | Theon Greyjoy | Theon Greyjoy | Theon Greyjoy |  |  |                   |                   |                   |                   |                   |                   |  |  |                 |                 |                 |                 |                 |                 |  |  |               |               |               |               |               |               |  |  |               |               |               |               |               |               |

#### Famille

##### Asha Greyjoy
Asha Greyjoy est la fille de Balon Greyjoy et la sœur aînée de Theon. Elle a été élevée par Balon comme son héritière et commande son propre navire. Elle est très populaire parmi les Fers-Nés et dotée d'un caractère bien trempé. Elle apparaît initialement en se faisant passer pour la femme d'un caréneur devant son frère Theon, qu'elle n'a pas vu depuis dix ans, quand celui-ci revient dans les îles de Fer et afin d'évaluer quel homme il est devenu. Theon la courtise avec assiduité et est humilié publiquement lorsqu'il apprend sa véritable identité. Lors de l'attaque des Fers-Nés contre la maison Stark, elle dirige l'attaque sur Motte-la-Forêt et tente vainement de convaincre son frère de quitter Winterfell avant que le piège ne se referme sur lui. Dans A Feast for Crows, elle fait partie avec ses deux oncles, Euron et Victarion, des principaux prétendants à la succession de son père et fuit les îles de Fer avec ses partisans lorsque Euron est finalement élu. Elle se réfugie à Motte-la-Forêt puis décide de partir pour rejoindre la mer et s'enfuir, lorsque le château se fait attaquer par les hommes de Stannis, et elle se fait capturer dans la forêt. Prisonnière de Stannis, elle est gardée comme otage par Alys Mormont. Des émissaires de Braavos arrivent au camp avec une jeune fille tremblotante ainsi que son frère Theon, qu'elle reconnaît à peine.

##### Balon Greyjoy
Balon Greyjoy est le seigneur des Fer-Nés et de la maison Greyjoy. Il gouverne les îles de Fer, occupant le trône de Grès. Par le passé, Balon Greyjoy se rebella contre le royaume des Sept Couronnes. Mis en échec par le roi Robert Baratheon et son vassal Eddard Stark, on confia son unique fils Theon à la maison Stark en qualité de pupille pour l'empêcher de se soulever à nouveau. Privé de son héritier, Balon rumina sa vengeance. Ce n'est que lorsque la guerre des cinq rois éclata que l'occasion se présenta à lui de se couronner à nouveau. Robb Stark, l'un des rois engagés dans le conflit de pouvoir, envoya Theon (avec qui il est ami) à sa patrie natale pour se rallier aux Fer-Nés. Balon ignora simplement cette requête et se contenta de mener ses propres razzias sur le royaume des Sept Couronnes. Déçu de ce que son fils Theon était devenu après son séjour chez les Stark, il se moqua de lui et le renia presque, ce qui poussera Theon, en mal de reconnaissance, à trahir ses serments envers Robb. Durant cette guerre, Balon trouve une mort assez étrange. Une tornade aurait balayé les îles de Pyk alors qu'il traversait un pont suspendu, ce qui l'emporta dans une chute mortelle. On peut se demander s'il n'a pas été assassiné par son frère Euron ou s'il n'a pas été victime de la malédiction de Mélisandre. Sa mort laisse place à une rivalité entre les Fer-Nés pour savoir qui prendra le pouvoir.

##### Aeron Greyjoy
Aeron Greyjoy, dit « Tifs-Trempes », est le jeune frère de Balon, Euron et Victarion. Il a mené une vie de débauche dans sa jeunesse mais, après avoir miraculeusement survécu au naufrage de son navire, il est devenu prêtre de la religion du dieu noyé. Devenu un homme au caractère sombre et entièrement dévoué à son dieu, il soutient la candidature de Victarion en tant que successeur de Balon sur le trône de Grès et est extrêmement déçu par l'élection d'Euron, qu'il considère comme un impie, dans A Feast for Crows.

##### Euron Greyjoy
Euron Greyjoy, surnommé « l'Œil-de-Choucas », est le frère cadet de Balon Greyjoy. Exilé par Balon après qu'il[Qui ?] a séduit la femme de son frère Victarion, il navigue sur les mers les plus lointaines et visite Essos (le continent oriental). Il revient dans les îles de Fer le lendemain même de la mort de Balon et prétend aussitôt à sa succession. Contesté par plusieurs autres candidats au trône, il finit par être élu roi en promettant de conquérir tout Westeros grâce à un cor permettant de contrôler les dragons qu'il prétend avoir trouvés à Valyria. Peu après son élection, il lance une attaque sur les terres de la Maison Tyrell et charge Victarion de partir à la recherche de Daenerys Targaryen, qu'il compte épouser.

##### Victarion Greyjoy
Victarion Greyjoy est le frère cadet de Balon et d'Euron Greyjoy. C'est un combattant et un stratège naval d'une grande réputation qui voue une grande rancune à son frère Euron depuis que celui-ci a séduit sa femme et qu'il a été obligé de la tuer pour cela. Commandant de la flotte des Fers-Nés, il s'empare de Moat Cailin lors de l'attaque contre la Maison Stark avant de regagner les îles de Fer quand il apprend la mort de Balon. Candidat à sa succession, il refuse l'alliance que lui propose sa nièce Asha et sa loyauté le pousse à accepter de servir Euron lorsque celui-ci est élu roi. Euron le charge ensuite de la mission de retrouver Daenerys Targaryen et ses dragons. Il fait route vers Meereen, ayant décidé d'épouser lui-même Daenerys, et rencontre le prêtre rouge Moqorro qui le soigne de sa blessure à la main et qui lui fait part de ses visions. Il apprend que Daenerys est mariée et qu'elle a été emportée par un dragon en direction de la mer Dothraki.

#### Maisonnée, alliés et bannerets
Les principales maisons vassales des Greyjoy sont les Bonfrère (Goodbrother), les Wynch, les Botley, les Timbal (Drumm), les Harloi (Harlaw), les Volmark et les Noirmarée (Blacktyde).

### Maison Lannister

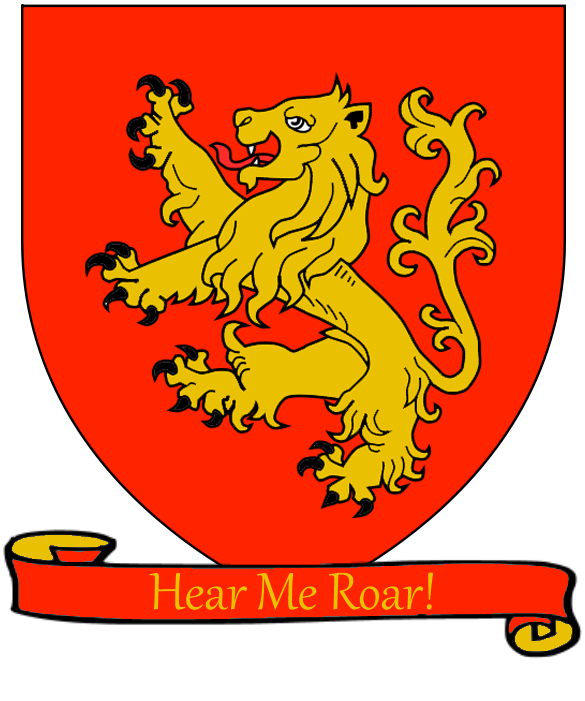
Blason de la Maison Lannister.

La maison Lannister est la maison suzeraine des Terres de l'Ouest et a son siège à Castral Roc. Son blason est un lion d'or rugissant sur champ rouge. Le blasonnement en héraldique classique est « de gueules au lion d'or ». Sa devise officielle est « Je rugis » (« Hear Me Roar »), et l'officieuse « Un Lannister paie toujours ses dettes ». Les chefs de la maison Lannister sont gouverneurs de l'Ouest (Warden of the West) depuis la fondation des Sept Couronnes. C'est la maison la plus riche des Sept Couronnes car elle contrôle de nombreuses mines d'or. Ses principales maisons vassales sont les Brax, les Crakehall, les Farman, les Lefford, les Marpheux, les Prestre et les Serrett. Les Lannister sont généralement blonds aux yeux verts, un aspect courant parmi les membres de la maison, notamment les enfants de la branche aînée de la maison.
|                    |                    |                    |                    |                    |                    |                 |                 |                   |                   |                   |                   |                   |                   |                  |                  |                  |                  |                 |                 |                 |                 |  |  |                  |                  |                  |                  |                  |                  |  |  |                  |                  |                  |                  |                  |                  |  |  | Tytos Lannister | Tytos Lannister | Tytos Lannister | Tytos Lannister | Tytos Lannister | Tytos Lannister |                 |                 | Jeyne Marbrand   | Jeyne Marbrand   | Jeyne Marbrand   | Jeyne Marbrand   | Jeyne Marbrand   | Jeyne Marbrand   |             |             |                  |                  |                  |                  |                  |                  |                 |                 |                 |                 |                 |                 |                 |                 |            |            |                   |                   |                   |                   |                   |                   |                  |                  |                  |                  |                 |                 |                   |                   |                   |                   |                   |                   |  |  |                  |                  |                  |                  |                  |                  |  |  |  |  |  |  |
|                    |                    |                    |                    |                    |                    |                 |                 |                   |                   |                   |                   |                   |                   |                  |                  |                  |                  |                 |                 |                 |                 |  |  |                  |                  |                  |                  |                  |                  |  |  |                  |                  |                  |                  |                  |                  |  |  | Tytos Lannister | Tytos Lannister | Tytos Lannister | Tytos Lannister | Tytos Lannister | Tytos Lannister |                 |                 | Jeyne Marbrand   | Jeyne Marbrand   | Jeyne Marbrand   | Jeyne Marbrand   | Jeyne Marbrand   | Jeyne Marbrand   |             |             |                  |                  |                  |                  |                  |                  |                 |                 |                 |                 |                 |                 |                 |                 |            |            |                   |                   |                   |                   |                   |                   |                  |                  |                  |                  |                 |                 |                   |                   |                   |                   |                   |                   |  |  |                  |                  |                  |                  |                  |                  |  |  |  |  |  |  |
|                    |                    |                    |                    |                    |                    |                 |                 |                   |                   |                   |                   |                   |                   |                  |                  |                  |                  |                 |                 |                 |                 |  |  |                  |                  |                  |                  |                  |                  |  |  |                  |                  |                  |                  |                  |                  |  |  |                 |                 |                 |                 |                 |                 |                 |                 |                  |                  |                  |                  |                  |                  |             |             |                  |                  |                  |                  |                  |                  |                 |                 |                 |                 |                 |                 |                 |                 |            |            |                   |                   |                   |                   |                   |                   |                  |                  |                  |                  |                 |                 |                   |                   |                   |                   |                   |                   |  |  |                  |                  |                  |                  |                  |                  |  |  |  |  |  |  |
|                    |                    |                    |                    |                    |                    |                 |                 |                   |                   |                   |                   |                   |                   |                  |                  |                  |                  |                 |                 |                 |                 |  |  |                  |                  |                  |                  |                  |                  |  |  |                  |                  |                  |                  |                  |                  |  |  |                 |                 |                 |                 |                 |                 |                 |                 |                  |                  |                  |                  |                  |                  |             |             |                  |                  |                  |                  |                  |                  |                 |                 |                 |                 |                 |                 |                 |                 |            |            |                   |                   |                   |                   |                   |                   |                  |                  |                  |                  |                 |                 |                   |                   |                   |                   |                   |                   |  |  |                  |                  |                  |                  |                  |                  |  |  |  |  |  |  |
|                    |                    |                    |                    | Tywin Lannister    | Tywin Lannister    | Tywin Lannister | Tywin Lannister | Tywin Lannister   | Tywin Lannister   |                   |                   | Joanna Lannister  | Joanna Lannister  | Joanna Lannister | Joanna Lannister | Joanna Lannister | Joanna Lannister |                 |                 |                 |                 |  |  |                  |                  |                  |                  |                  |                  |  |  |                  |                  |                  |                  |                  |                  |  |  |                 |                 |                 |                 | Kevan Lannister | Kevan Lannister | Kevan Lannister | Kevan Lannister | Kevan Lannister  | Kevan Lannister  |                  |                  | Dorna Swyft      | Dorna Swyft      | Dorna Swyft | Dorna Swyft | Dorna Swyft      | Dorna Swyft      |                  |                  | Genna Lannister  | Genna Lannister  | Genna Lannister | Genna Lannister | Genna Lannister | Genna Lannister |                 |                 | Emmon Frey      | Emmon Frey      | Emmon Frey | Emmon Frey | Emmon Frey        | Emmon Frey        |                   |                   | Tygett Lannister  | Tygett Lannister  | Tygett Lannister | Tygett Lannister | Tygett Lannister | Tygett Lannister |                 |                 | Darlessa Marbrand | Darlessa Marbrand | Darlessa Marbrand | Darlessa Marbrand | Darlessa Marbrand | Darlessa Marbrand |  |  | Gerion Lannister | Gerion Lannister | Gerion Lannister | Gerion Lannister | Gerion Lannister | Gerion Lannister |  |  |  |  |  |  |
|                    |                    |                    |                    | Tywin Lannister    | Tywin Lannister    | Tywin Lannister | Tywin Lannister | Tywin Lannister   | Tywin Lannister   |                   |                   | Joanna Lannister  | Joanna Lannister  | Joanna Lannister | Joanna Lannister | Joanna Lannister | Joanna Lannister |                 |                 |                 |                 |  |  |                  |                  |                  |                  |                  |                  |  |  |                  |                  |                  |                  |                  |                  |  |  |                 |                 |                 |                 | Kevan Lannister | Kevan Lannister | Kevan Lannister | Kevan Lannister | Kevan Lannister  | Kevan Lannister  |                  |                  | Dorna Swyft      | Dorna Swyft      | Dorna Swyft | Dorna Swyft | Dorna Swyft      | Dorna Swyft      |                  |                  | Genna Lannister  | Genna Lannister  | Genna Lannister | Genna Lannister | Genna Lannister | Genna Lannister |                 |                 | Emmon Frey      | Emmon Frey      | Emmon Frey | Emmon Frey | Emmon Frey        | Emmon Frey        |                   |                   | Tygett Lannister  | Tygett Lannister  | Tygett Lannister | Tygett Lannister | Tygett Lannister | Tygett Lannister |                 |                 | Darlessa Marbrand | Darlessa Marbrand | Darlessa Marbrand | Darlessa Marbrand | Darlessa Marbrand | Darlessa Marbrand |  |  | Gerion Lannister | Gerion Lannister | Gerion Lannister | Gerion Lannister | Gerion Lannister | Gerion Lannister |  |  |  |  |  |  |
|                    |                    |                    |                    |                    |                    |                 |                 |                   |                   |                   |                   |                   |                   |                  |                  |                  |                  |                 |                 |                 |                 |  |  |                  |                  |                  |                  |                  |                  |  |  |                  |                  |                  |                  |                  |                  |  |  |                 |                 |                 |                 |                 |                 |                 |                 |                  |                  |                  |                  |                  |                  |             |             |                  |                  |                  |                  |                  |                  |                 |                 |                 |                 |                 |                 |                 |                 |            |            |                   |                   |                   |                   |                   |                   |                  |                  |                  |                  |                 |                 |                   |                   |                   |                   |                   |                   |  |  |                  |                  |                  |                  |                  |                  |  |  |  |  |  |  |
|                    |                    |                    |                    |                    |                    |                 |                 |                   |                   |                   |                   |                   |                   |                  |                  |                  |                  |                 |                 |                 |                 |  |  |                  |                  |                  |                  |                  |                  |  |  |                  |                  |                  |                  |                  |                  |  |  |                 |                 |                 |                 |                 |                 |                 |                 |                  |                  |                  |                  |                  |                  |             |             |                  |                  |                  |                  |                  |                  |                 |                 |                 |                 |                 |                 |                 |                 |            |            |                   |                   |                   |                   |                   |                   |                  |                  |                  |                  |                 |                 |                   |                   |                   |                   |                   |                   |  |  |                  |                  |                  |                  |                  |                  |  |  |  |  |  |  |
| Robert Baratheon   | Robert Baratheon   | Robert Baratheon   | Robert Baratheon   | Robert Baratheon   | Robert Baratheon   |                 |                 | Cersei Lannister  | Cersei Lannister  | Cersei Lannister  | Cersei Lannister  | Cersei Lannister  | Cersei Lannister  |                  |                  | Jaime Lannister  | Jaime Lannister  | Jaime Lannister | Jaime Lannister | Jaime Lannister | Jaime Lannister |  |  | Tyrion Lannister | Tyrion Lannister | Tyrion Lannister | Tyrion Lannister | Tyrion Lannister | Tyrion Lannister |  |  | Lancel Lannister | Lancel Lannister | Lancel Lannister | Lancel Lannister | Lancel Lannister | Lancel Lannister |  |  | Amerei Frey     | Amerei Frey     | Amerei Frey     | Amerei Frey     | Amerei Frey     | Amerei Frey     |                 |                 | Martyn Lannister | Martyn Lannister | Martyn Lannister | Martyn Lannister | Martyn Lannister | Martyn Lannister |             |             | Willem Lannister | Willem Lannister | Willem Lannister | Willem Lannister | Willem Lannister | Willem Lannister |                 |                 | Janei Lannister | Janei Lannister | Janei Lannister | Janei Lannister | Janei Lannister | Janei Lannister |            |            | Ermesande Hayford | Ermesande Hayford | Ermesande Hayford | Ermesande Hayford | Ermesande Hayford | Ermesande Hayford |                  |                  | Tyrek Lannister  | Tyrek Lannister  | Tyrek Lannister | Tyrek Lannister | Tyrek Lannister   | Tyrek Lannister   |                   |                   |                   |                   |  |  | Joy Hill         | Joy Hill         | Joy Hill         | Joy Hill         | Joy Hill         | Joy Hill         |  |  |  |  |  |  |
| Robert Baratheon   | Robert Baratheon   | Robert Baratheon   | Robert Baratheon   | Robert Baratheon   | Robert Baratheon   |                 |                 | Cersei Lannister  | Cersei Lannister  | Cersei Lannister  | Cersei Lannister  | Cersei Lannister  | Cersei Lannister  |                  |                  | Jaime Lannister  | Jaime Lannister  | Jaime Lannister | Jaime Lannister | Jaime Lannister | Jaime Lannister |  |  | Tyrion Lannister | Tyrion Lannister | Tyrion Lannister | Tyrion Lannister | Tyrion Lannister | Tyrion Lannister |  |  | Lancel Lannister | Lancel Lannister | Lancel Lannister | Lancel Lannister | Lancel Lannister | Lancel Lannister |  |  | Amerei Frey     | Amerei Frey     | Amerei Frey     | Amerei Frey     | Amerei Frey     | Amerei Frey     |                 |                 | Martyn Lannister | Martyn Lannister | Martyn Lannister | Martyn Lannister | Martyn Lannister | Martyn Lannister |             |             | Willem Lannister | Willem Lannister | Willem Lannister | Willem Lannister | Willem Lannister | Willem Lannister |                 |                 | Janei Lannister | Janei Lannister | Janei Lannister | Janei Lannister | Janei Lannister | Janei Lannister |            |            | Ermesande Hayford | Ermesande Hayford | Ermesande Hayford | Ermesande Hayford | Ermesande Hayford | Ermesande Hayford |                  |                  | Tyrek Lannister  | Tyrek Lannister  | Tyrek Lannister | Tyrek Lannister | Tyrek Lannister   | Tyrek Lannister   |                   |                   |                   |                   |  |  | Joy Hill         | Joy Hill         | Joy Hill         | Joy Hill         | Joy Hill         | Joy Hill         |  |  |  |  |  |  |
|                    |                    |                    |                    |                    |                    |                 |                 |                   |                   |                   |                   |                   |                   |                  |                  |                  |                  |                 |                 |                 |                 |  |  |                  |                  |                  |                  |                  |                  |  |  |                  |                  |                  |                  |                  |                  |  |  |                 |                 |                 |                 |                 |                 |                 |                 |                  |                  |                  |                  |                  |                  |             |             |                  |                  |                  |                  |                  |                  |                 |                 |                 |                 |                 |                 |                 |                 |            |            |                   |                   |                   |                   |                   |                   |                  |                  |                  |                  |                 |                 |                   |                   |                   |                   |                   |                   |  |  |                  |                  |                  |                  |                  |                  |  |  |  |  |  |  |
|                    |                    |                    |                    |                    |                    |                 |                 |                   |                   |                   |                   |                   |                   |                  |                  |                  |                  |                 |                 |                 |                 |  |  |                  |                  |                  |                  |                  |                  |  |  |                  |                  |                  |                  |                  |                  |  |  |                 |                 |                 |                 |                 |                 |                 |                 |                  |                  |                  |                  |                  |                  |             |             |                  |                  |                  |                  |                  |                  |                 |                 |                 |                 |                 |                 |                 |                 |            |            |                   |                   |                   |                   |                   |                   |                  |                  |                  |                  |                 |                 |                   |                   |                   |                   |                   |                   |  |  |                  |                  |                  |                  |                  |                  |  |  |  |  |  |  |
| Myrcella Baratheon | Myrcella Baratheon | Myrcella Baratheon | Myrcella Baratheon | Myrcella Baratheon | Myrcella Baratheon |                 |                 | Joffrey Baratheon | Joffrey Baratheon | Joffrey Baratheon | Joffrey Baratheon | Joffrey Baratheon | Joffrey Baratheon |                  |                  | Margaery Tyrell  | Margaery Tyrell  | Margaery Tyrell | Margaery Tyrell | Margaery Tyrell | Margaery Tyrell |  |  | Tommen Baratheon | Tommen Baratheon | Tommen Baratheon | Tommen Baratheon | Tommen Baratheon | Tommen Baratheon |  |  |                  |                  |                  |                  |                  |                  |  |  |                 |                 |                 |                 |                 |                 |                 |                 |                  |                  |                  |                  |                  |                  |             |             |                  |                  |                  |                  |                  |                  |                 |                 |                 |                 |                 |                 |                 |                 |            |            |                   |                   |                   |                   |                   |                   |                  |                  |                  |                  |                 |                 |                   |                   |                   |                   |                   |                   |  |  |                  |                  |                  |                  |                  |                  |  |  |  |  |  |  |
| Myrcella Baratheon | Myrcella Baratheon | Myrcella Baratheon | Myrcella Baratheon | Myrcella Baratheon | Myrcella Baratheon |                 |                 | Joffrey Baratheon | Joffrey Baratheon | Joffrey Baratheon | Joffrey Baratheon | Joffrey Baratheon | Joffrey Baratheon |                  |                  | Margaery Tyrell  | Margaery Tyrell  | Margaery Tyrell | Margaery Tyrell | Margaery Tyrell | Margaery Tyrell |  |  | Tommen Baratheon | Tommen Baratheon | Tommen Baratheon | Tommen Baratheon | Tommen Baratheon | Tommen Baratheon |  |  |                  |                  |                  |                  |                  |                  |  |  |                 |                 |                 |                 |                 |                 |                 |                 |                  |                  |                  |                  |                  |                  |             |             |                  |                  |                  |                  |                  |                  |                 |                 |                 |                 |                 |                 |                 |                 |            |            |                   |                   |                   |                   |                   |                   |                  |                  |                  |                  |                 |                 |                   |                   |                   |                   |                   |                   |  |  |                  |                  |                  |                  |                  |                  |  |  |  |  |  |  |

#### Famille

##### Tywin Lannister
Tywin Lannister est le seigneur de Castral Roc et par la même occasion, gouverneur de l'Ouest. Fils du défunt Tytos Lannister, il est dur et inflexible, surtout depuis la mort de sa femme, et possède une fortune colossale ainsi que de fortes armées, ce qui lui donne la réputation d'être le plus puissant seigneur des Sept Couronnes. Il fut la Main du roi Aerys II le Dément avant de démissionner et de regagner ses terres. Il est le père de Cersei, Jaime et Tyrion, dit le Lutin, qu'il déteste pour sa difformité et parce que sa naissance a coûté la vie à son épouse. Malgré cela, Tywin charge Tyrion d'occuper le poste de Main du roi tandis que lui-même fait la guerre à Robb Stark. Mais, après un assaut manqué contre Vivesaigues, il finit par changer de tactique et retourne ses troupes contre celles de Stannis Baratheon. Avec l'aide de ses alliés Tyrell, il triomphe de l'armée de Stannis lors de la bataille de la Nera. Dans A Storm of Swords, Tywin reprend alors pour lui-même le poste de Main du roi et devient le dirigeant effectif des Sept Couronnes. Lorsque Tyrion est accusé d'avoir empoisonné Joffrey, c'est Tywin qui officie en tant que juge lors de son procès. Mais, la veille de l'exécution de Tyrion, celui-ci s'échappe de sa cellule et vient affronter son père. Celui-ci lui révèle alors qu'il a envoyé la première épouse de Tyrion dans un bordel, et Tyrion le tue d'un carreau d'arbalète.

##### Kevan Lannister
Kevan Lannister est le frère cadet de Tywin Lannister, ainsi que son fidèle lieutenant. Il se satisfait pleinement de vivre dans son ombre mais, à la mort de son frère, il refuse le poste de Main du roi que lui propose Cersei car il est persuadé qu'elle fera une mauvaise régente et soupçonne ses relations incestueuses avec Jaime. Il se fâche avec elle et quitte Port-Réal mais, quand Cersei est emprisonnée, le conseil royal lui offre le poste de régent. Il rend visite à Cersei dans sa cellule et quand il lui annonce les mauvaises nouvelles, elle lui demande de remplacer Arys du Rouvre au sein de la garde royale par un chevalier désigné par Qyburn. Il apprend avec Mace Tyrell et lord Randyll Tarly que Jon Connington a repris ses terres et qu'il fait route vers Accalmie avec un prétendu Targaryen. En ce qui concerne Daenerys, il est informé qu'elle est reine à Meereen mais qu'elle va certainement revendiquer ses droits. Sa nièce demande un procès et Mace Tyrell veut également en finir avec les ragots qui courent sur sa fille. Après le procès, il compte envoyer sa nièce à Castral Roc pour qu'elle ne s'immisce plus dans les affaires du gouvernement ainsi que dans l'éducation de Tommen. Il sait que Doran Martell envoie Nymeria Sand au conseil prendre la place d'Oberyn, la vipère rouge. Il soupçonne également, tout comme lord Tyrell et Tarly, le nouveau champion de Cersei, d'être Gregor Clegane. Il est mortellement blessé d'un coup d'arbalète par Varys qui lui avoue qu'Aegon Targaryen est vivant, puis est poignardé par des enfants.

##### Lancel Lannister
Lancel Lannister est le fils aîné de Kevan Lannister. Écuyer du roi Robert Baratheon, il joue un rôle de complice dans la mort de celui-ci, est fait chevalier et devient l'amant de Cersei. Tyrion, qui a découvert son rôle dans la mort du roi, le fait chanter et Lancel joue alors les informateurs pour son compte. Il est gravement blessé lors de la bataille de la Nera et, accablé de remords pour ses actions passées, devient profondément religieux durant sa convalescence. Il passe la plupart de son temps en pénitence et finit par rejoindre le corps combattant, nouvellement reformé, des « Fils du Guerrier », au service de la Foi.

#### Maisonnée, alliés et bannerets

##### Bronn
Bronn est un mercenaire. Il aide initialement Catelyn Stark à capturer Tyrion Lannister et à l'emmener aux Eyrié. Lorsque Tyrion y est jugé pour le meurtre de Jon Arryn (qu'il n'a pas commis), il demande une ordalie et Bronn se propose comme champion. Il entre à son service une fois le duel remporté. Ses compétences de bretteur, sa ruse et son absence d'honneur lui valent de devenir l'homme de confiance de Tyrion et il est fait chevalier après la bataille de la Nera. Il abandonne le service de Tyrion, lorsque celui-ci est accusé du meurtre de Joffrey Baratheon, en refusant de le représenter à nouveau comme champion et se marie peu après avec Lollys Castelfoyer. Il devient ensuite le seigneur de Castelfoyer en évinçant la sœur aînée de Lollys de son héritage.

##### Maison Clegane

###### Gregor Clegane
Gregor Clegane, dit « la Montagne », est le frère aîné de Sandor Clegane. Homme d'une taille gigantesque (presque huit pieds de haut, soit 2,40 m), il a une terrifiante réputation dans toutes les Sept Couronnes. Fidèle homme de main de Tywin Lannister, il est son exécuteur des basses œuvres. Gregor est chargé par Tywin Lannister de mener des raids de pillages sur les terres des Tully, ce qui oblige Eddard Stark à intervenir en tant que Main du roi, et déclenche la guerre opposant Stark et Lannister (et qui deviendra la guerre des Cinq Rois à la mort de Robert Baratheon). Gregor ravage toute la région du Conflans durant la guerre. Jugé pour le meurtre de Joffrey Baratheon, Tyrion Lannister demande un duel judiciaire et est défendu par Oberyn Martell, qui voit une occasion de se venger de Gregor Clegane, champion de Cersei Lannister, qui a tué sa sœur dix-sept ans auparavant. Oberyn le transperce de sa pique mais Gregor, à terre, parvient à faire chuter son adversaire et le tue de ses mains. Cependant, sa blessure se révèle mortelle car la pique d'Oberyn était empoisonnée et Gregor agonise durant plusieurs semaines. Qyburn se livre alors à des expériences de magie noire sur lui afin d'en faire un combattant invincible. Dans A Dance with Dragons, le crâne (supposé) de Gregor a été envoyé à Doran Martell pour les obsèques de son frère Oberyn. Néanmoins, un nouveau chevalier d'une taille gigantesque et qui n'enlève jamais son heaume, Robert Fort, fait son entrée dans la garde royale. Certains membres du conseil royal pensent qu'il s'agit de Gregor, les autres membres de la garde royale précisant que leur nouveau camarade n'est jamais vu sans son armure, en train de se restaurer ou en train de se soulager, ce qui les met mal à l'aise et laisse à penser que Robert Fort est le corps de Ser Gregor décapité et ramené à la vie par les expériences de Qyburn.

###### Sandor Clegane
Sandor Clegane, dit « le Limier », est, au début de la saga, le garde du corps du prince Joffrey Baratheon. Il est considéré comme l'un des meilleurs combattants de Westeros et a la moitié du visage atrocement brûlée (brûlure infligée par son frère aîné, Gregor, alors qu'ils étaient enfants). Il déteste son frère et n'a que mépris pour les chevaliers depuis que celui-ci en est devenu un, considérant que les valeurs de la chevalerie ne sont que pure hypocrisie. Après la mort de Robert Baratheon, il intègre la garde royale mais refuse toujours de prêter serment de chevalerie. Il est le seul à protéger Sansa Stark, pour qui il éprouve des sentiments contradictoires, des brutalités qu'elle subit. Lors de la bataille de la Nera, il refuse de mener une sortie à cause de sa phobie du feu et déserte, non sans avoir rendu une dernière visite à Sansa. Dans A Storm of Swords, il erre dans le royaume et est capturé par les hommes de Béric Dondarrion. Jugé pour ses crimes, il affronte Dondarrion en duel judiciaire et gagne sa liberté en remportant la victoire. Peu après, il enlève Arya Stark et compte en tirer une forte rançon en la ramenant à sa mère mais tous deux arrivent juste au moment des Noces pourpres. Il s'enfuit, toujours en amenant Arya avec lui, et finit par rencontrer trois hommes de son frère. Il sort vainqueur du combat qui s'ensuit, grâce à l'intervention d'Arya, mais est gravement blessé. Alors que ses blessures se sont infectées, il demande à Arya de l'achever mais celle-ci refuse et l'abandonne à son sort. On ignore ce qu'il advient ensuite de lui, mais des indices laissent à penser qu'il a été recueilli et soigné dans un monastère près de Salins et y est entré en tant que novice (même s'il passe officiellement pour mort), un homme ayant sa taille et son cheval noir, Étranger, y étant vus.

##### Maison Payne

###### Ilyn Payne
Ilyn Payne est le bourreau royal des Sept Couronnes. Il s'est fait couper la langue par le roi fou Aerys II Targaryen pour avoir fait preuve d'insolence. C'est lui qui exécute la sentence quand Joffrey Baratheon condamne Eddard Stark à mort. Jaime Lannister le prend avec lui quand il part reprendre Vivesaigues afin qu'il lui serve de partenaire d'entraînement à l'épée.

###### Podrick Payne
Podrick Payne est un jeune garçon très timide qui devient l'écuyer de Tyrion Lannister avant la bataille de la Verfurque. Il fait preuve d'un grand courage dans les combats et sauve la vie de Tyrion lors de la bataille de la Nera. Il continue à servir Tyrion jusqu'à ce que celui-ci soit arrêté et disparaisse dans la nature à la suite de son évasion. Podrick décide alors de suivre, puis d'accompagner Brienne de Torth, partie à la recherche de Sansa Stark, en espérant que Tyrion se trouve avec Sansa. Il est capturé avec Brienne par la Fraternité sans bannières à la fin de A Feast for Crows.

#### Autres maisons vassales
Les autres maisons vassales des Lannister sont les Crakehall, les Brax, les Farman, les Lefford, les Ouestrelin (Westerling), les Marpheux (Marbrand), les Lydden, les Prestre (Prester), les Fléaufort et les Lorch

### Maison Martell

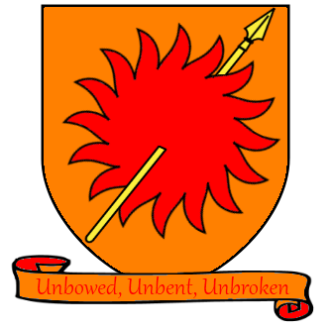
Blason de la Maison Martell.

La maison Martell est la maison suzeraine de la péninsule de Dorne et a son siège à Lancehélion. Son blason est un soleil rouge traversé d'une lance dorée sur champ orange et sa devise est « Insoumis, invaincus, intacts » (« Unbowed, Unbent, Unbroken »). Les bâtards nés à Dorne sont nommés « Sand ». Ses principales maisons vassales sont les Dayne, les Ferboys, les Forrest, les Gargalen, les Jordayne, les Noirmont, les Poulet et les Uller. Le peuple de Dorne, les Dorniens, est issu d'un métissage entre les Andals qui habitaient le territoire avant la conquête et le peuple Rhoynar, venant d'Essos et fuyant l'expansion de Valyria, Andals et Rhoynar se mélangèrent et le peuple Dornien garda plusieurs des coutumes des Rhoynars, notamment le fait que la succession ne se fait pas par primogéniture mâle, c'est-à-dire que le plus proche parent, fils ou fille, hérite du parent trépassé. Contrairement aux autres provinces du royaume des Sept Couronnes, Dorne est considérée comme une principauté, et son seigneur n'est pas un seigneur suzerain mais un prince ou une princesse.
|                 |                 |                 |                 |                 |                 |               |               |                 |                 |                 |                 |                    |                    |                    |                    |                    |                    |                 |                 |                 |                 |              |              |              |              |  |  |                    |                    |                    |                    |                    |                    |  |  |               |               |               |               |               |               |  |  |                |                |                |                |                |                |  |  |              |              |              |              |              |              |  |  |              |              |              |              |              |              |  |  |             |             |             |             |             |             |  |  |            |            |            |            |            |            |  |  |             |             |             |             |             |             |
|                 |                 |                 |                 |                 |                 |               |               |                 |                 |                 |                 |                    |                    |                    |                    |                    |                    |                 |                 |                 |                 |              |              |              |              |  |  |                    |                    |                    |                    |                    |                    |  |  |               |               |               |               |               |               |  |  |                |                |                |                |                |                |  |  |              |              |              |              |              |              |  |  |              |              |              |              |              |              |  |  |             |             |             |             |             |             |  |  |            |            |            |            |            |            |  |  |             |             |             |             |             |             |
|                 |                 |                 |                 |                 |                 |               |               |                 |                 |                 |                 |                    |                    |                    |                    |                    |                    |                 |                 |                 |                 |              |              |              |              |  |  | Princesse de Dorne | Princesse de Dorne | Princesse de Dorne | Princesse de Dorne | Princesse de Dorne | Princesse de Dorne |  |  | Lewyn Martell | Lewyn Martell | Lewyn Martell | Lewyn Martell | Lewyn Martell | Lewyn Martell |  |  |                |                |                |                |                |                |  |  |              |              |              |              |              |              |  |  |              |              |              |              |              |              |  |  |             |             |             |             |             |             |  |  |            |            |            |            |            |            |  |  |             |             |             |             |             |             |
|                 |                 |                 |                 |                 |                 |               |               |                 |                 |                 |                 |                    |                    |                    |                    |                    |                    |                 |                 |                 |                 |              |              |              |              |  |  | Princesse de Dorne | Princesse de Dorne | Princesse de Dorne | Princesse de Dorne | Princesse de Dorne | Princesse de Dorne |  |  | Lewyn Martell | Lewyn Martell | Lewyn Martell | Lewyn Martell | Lewyn Martell | Lewyn Martell |  |  |                |                |                |                |                |                |  |  |              |              |              |              |              |              |  |  |              |              |              |              |              |              |  |  |             |             |             |             |             |             |  |  |            |            |            |            |            |            |  |  |             |             |             |             |             |             |
|                 |                 |                 |                 |                 |                 |               |               |                 |                 |                 |                 |                    |                    |                    |                    |                    |                    |                 |                 |                 |                 |              |              |              |              |  |  |                    |                    |                    |                    |                    |                    |  |  |               |               |               |               |               |               |  |  |                |                |                |                |                |                |  |  |              |              |              |              |              |              |  |  |              |              |              |              |              |              |  |  |             |             |             |             |             |             |  |  |            |            |            |            |            |            |  |  |             |             |             |             |             |             |
|                 |                 |                 |                 | Doran Martell   | Doran Martell   | Doran Martell | Doran Martell | Doran Martell   | Doran Martell   |                 |                 | Mellario de Norvos | Mellario de Norvos | Mellario de Norvos | Mellario de Norvos | Mellario de Norvos | Mellario de Norvos |                 |                 | Mors Martell    | Mors Martell    | Mors Martell | Mors Martell | Mors Martell | Mors Martell |  |  | Olyvar Martell     | Olyvar Martell     | Olyvar Martell     | Olyvar Martell     | Olyvar Martell     | Olyvar Martell     |  |  | Elia Martell  | Elia Martell  | Elia Martell  | Elia Martell  | Elia Martell  | Elia Martell  |  |  | Oberyn Martell | Oberyn Martell | Oberyn Martell | Oberyn Martell | Oberyn Martell | Oberyn Martell |  |  |              |              |              |              |              |              |  |  | Ellaria Sand | Ellaria Sand | Ellaria Sand | Ellaria Sand | Ellaria Sand | Ellaria Sand |  |  |             |             |             |             |             |             |  |  |            |            |            |            |            |            |  |  |             |             |             |             |             |             |
|                 |                 |                 |                 | Doran Martell   | Doran Martell   | Doran Martell | Doran Martell | Doran Martell   | Doran Martell   |                 |                 | Mellario de Norvos | Mellario de Norvos | Mellario de Norvos | Mellario de Norvos | Mellario de Norvos | Mellario de Norvos |                 |                 | Mors Martell    | Mors Martell    | Mors Martell | Mors Martell | Mors Martell | Mors Martell |  |  | Olyvar Martell     | Olyvar Martell     | Olyvar Martell     | Olyvar Martell     | Olyvar Martell     | Olyvar Martell     |  |  | Elia Martell  | Elia Martell  | Elia Martell  | Elia Martell  | Elia Martell  | Elia Martell  |  |  | Oberyn Martell | Oberyn Martell | Oberyn Martell | Oberyn Martell | Oberyn Martell | Oberyn Martell |  |  |              |              |              |              |              |              |  |  | Ellaria Sand | Ellaria Sand | Ellaria Sand | Ellaria Sand | Ellaria Sand | Ellaria Sand |  |  |             |             |             |             |             |             |  |  |            |            |            |            |            |            |  |  |             |             |             |             |             |             |
|                 |                 |                 |                 |                 |                 |               |               |                 |                 |                 |                 |                    |                    |                    |                    |                    |                    |                 |                 |                 |                 |              |              |              |              |  |  |                    |                    |                    |                    |                    |                    |  |  |               |               |               |               |               |               |  |  |                |                |                |                |                |                |  |  |              |              |              |              |              |              |  |  |              |              |              |              |              |              |  |  |             |             |             |             |             |             |  |  |            |            |            |            |            |            |  |  |             |             |             |             |             |             |
|                 |                 |                 |                 |                 |                 |               |               |                 |                 |                 |                 |                    |                    |                    |                    |                    |                    |                 |                 |                 |                 |              |              |              |              |  |  |                    |                    |                    |                    |                    |                    |  |  |               |               |               |               |               |               |  |  |                |                |                |                |                |                |  |  |              |              |              |              |              |              |  |  |              |              |              |              |              |              |  |  |             |             |             |             |             |             |  |  |            |            |            |            |            |            |  |  |             |             |             |             |             |             |
| Arianne Martell | Arianne Martell | Arianne Martell | Arianne Martell | Arianne Martell | Arianne Martell |               |               | Quentyn Martell | Quentyn Martell | Quentyn Martell | Quentyn Martell | Quentyn Martell    | Quentyn Martell    |                    |                    | Trystan Martell    | Trystan Martell    | Trystan Martell | Trystan Martell | Trystan Martell | Trystan Martell |              |              |              |              |  |  | Obara Sand         | Obara Sand         | Obara Sand         | Obara Sand         | Obara Sand         | Obara Sand         |  |  | Nymeria Sand  | Nymeria Sand  | Nymeria Sand  | Nymeria Sand  | Nymeria Sand  | Nymeria Sand  |  |  | Tyerne Sand    | Tyerne Sand    | Tyerne Sand    | Tyerne Sand    | Tyerne Sand    | Tyerne Sand    |  |  | Sarella Sand | Sarella Sand | Sarella Sand | Sarella Sand | Sarella Sand | Sarella Sand |  |  | Elia Sand    | Elia Sand    | Elia Sand    | Elia Sand    | Elia Sand    | Elia Sand    |  |  | Obella Sand | Obella Sand | Obella Sand | Obella Sand | Obella Sand | Obella Sand |  |  | Dorea Sand | Dorea Sand | Dorea Sand | Dorea Sand | Dorea Sand | Dorea Sand |  |  | Loreza Sand | Loreza Sand | Loreza Sand | Loreza Sand | Loreza Sand | Loreza Sand |

#### Famille

##### Arianne Martell
Arianne Martell, âgée de vingt-trois ans, est la fille aînée de Doran Martell. Pensant que son père ne lui fait pas confiance, elle séduit Arys du Rouvre lorsque celui-ci arrive à Dorne et l'entraîne dans un complot visant à couronner Myrcella Baratheon, reine des Sept Couronnes. Mais ce complot est éventé et Doran la fait enfermer dans une tour du palais de Lancehélion, finissant par lui expliquer ses projets pour elle.

##### Doran Martell
Doran Martell est le prince de Dorne, chef de la maison Martell. Sévèrement atteint par la goutte, il est très diminué physiquement mais sa redoutable intelligence est intacte. Il fait tenir sa Maison à l'écart des troubles qui agitent tout le royaume et ses proches en viennent à penser qu'il n'est qu'un lâche mais il finit par révéler ses plans à sa fille Arianne à la fin d’A Feast for Crows. Il envoie son fils, Quentyn, aller retrouver Daenerys Targaryen, alors que les Lannister réclament le retour de la princesse Myrcella. Ne faisant pas confiance aux Lannister et sachant que c'est un piège pour assassiner son fils Trystan lors du voyage, il décide d'envoyer deux filles d'Oberyn pour escorter la princesse à Port-Réal, Nymeria et Tyerne, l'une pour prendre sa place au conseil et l'autre pour infiltrer l'Église.

##### Elia Martell
Elia Martell, sœur de Doran et Oberyn Martell, était l'épouse de Rhaegar Targaryen, à qui elle avait donné deux enfants. Durant la rébellion contre les Targaryen, elle fut violée et tuée par Gregor Clegane, ses deux enfants étant également tués sur l'ordre de Tywin Lannister. Son meurtre ainsi que ceux de ses enfants a choqué tout Dorne et son approbation par Robert Baratheon déclencha une terrible hostilité de la part du peuple de Dorne envers le nouveau roi, mais aussi envers la maison Lannister.

##### Oberyn Martell
Oberyn Martell, surnommé « la Vipère rouge », est le frère cadet de Doran Martell. Homme d'une quarantaine d'années à la réputation trouble, à l'esprit vif et au tempérament emporté, il est animé par un profond désir de venger la mort de sa sœur Elia, assassinée par Gregor Clegane lors de la rébellion contre les Targaryen. Bien qu'en apparence ce soit la fille de Doran qui gouverne Dorne pendant les longues absences de son père, c'est en réalité Oberyn qui contrôle le pays et il s'entretient très régulièrement avec son frère, au détriment de sa nièce. Envoyé par Doran pour siéger au conseil royal dans A Storm of Swords, il s'offre comme champion de Tyrion Lannister quand celui-ci réclame un duel judiciaire lors de son procès, sachant que son adversaire sera Gregor Clegane. Après un duel prolongé, il finit par clouer au sol son adversaire avec sa pique mais se laisse surprendre en voulant obtenir sa confession du meurtre d'Elia. Gregor le fait choir, l'entraînant dans une étreinte mortelle, et est déclaré vainqueur avant d'agoniser lui-même durant des semaines à cause de la blessure empoisonnée que lui a infligée Oberyn. Oberyn laisse à sa mort huit filles illégitimes, quatre adultes (Obara, Nymeria, Tyerne et Sarella) et quatre enfants, surnommées collectivement « les Aspics des sables ».

##### Quentyn Martell
Quentyn Martell, âgé de vingt ans, est le deuxième enfant et le fils aîné de Doran Martell. Son père l'a envoyé sur le continent oriental afin d’y retrouver Daenerys Targaryen et l'épouser. Mais arrivé trop tard, il ne peut qu'assister à ses noces. Quentyn prévoit de conquérir le cœur de Daenerys, partie sur le dos de Drogon vers la mer Dothraki, et la sauver. Son plan est de libérer et dompter un des deux autres dragons restés à Meereen en l'imitant. Mais le plan tourne mal, et il se fait brûler par Rhaegal. Il agonise pendant trois jours avant de mourir.

##### Trystan Martell
Trystan Martell, âgé de douze ans, est le deuxième fils de Doran Martell et a été fiancé à Myrcella Baratheon.

#### Maisonnée, alliés et bannerets
Les maisons vassales des Martell sont les Dayne, les Poulet (Fowler), les Jordayne, les Qorgyle, les Toland, les Uller, les Le Voi (Vaith), les Wyl, les Ferboys (Yronwood), les Allyrion et les Noirmont (Blackmont).

##### Areo Hotah
Areo Hotah est le capitaine des gardes et le garde du corps personnel de Doran Martell. Celui-ci le charge de mettre fin au complot que trame sa fille Arianne et il fait arrêter les conjurés, décapitant Arys du Rouvre d'un coup de hallebarde.

##### Archibald Ferboys
Archibald Ferboys est un chevalier qui accompagne le prince Quentyn Martell et Gerris Boisleau à Meereen. Il aide le prince à libérer un dragon et ainsi aller sauver Daenerys mais le plan échoue quand Quentyn se fait atrocement brûler par un dragon. Archibald et Gerris sont arrêtés et mis en prison. Barristan leur demande de se joindre à lui contre Yunkaii, après quoi ils pourront partir pour Lancehélion avec les os du prince.

### Maison Stark

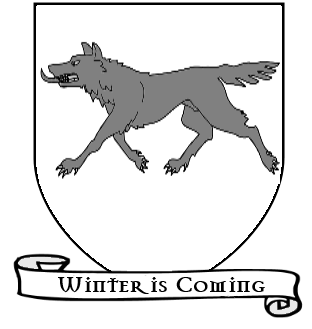
Blason de la Maison Stark.

La maison Stark est la maison suzeraine du Nord et son siège se situe à Winterfell. Son blason est un « loup-garou » gris sur champ blanc, et leur devise est « L'hiver vient » (« Winter is Coming »). Les Stark descendent de Bran le Bâtisseur qui, selon la légende, a bâti Winterfell et le Mur avec l'aide des enfants de la forêt, un peuple disparu adepte de la magie. Puisque Bran est censé avoir vécu il y a huit mille ans, cela fait des Stark l'une des plus vieilles familles de Westeros. Ils ont été rois du Nord pendant presque toute cette période, jusqu'à ce que le dernier roi Torrhen se soumette à Aegon le Conquérant. Les chefs de la maison Stark sont gouverneurs du Nord (Warden of the North) depuis. Comme la plupart des Maisons du Nord, à l'exception des Manderly, les Stark descendent d'une lignée préservée des Premiers Hommes. Comme pour les autres familles nobles du Nord, les bâtards issus de la famille Stark sont nommés « Snow ».
|            |            |            |            |            |            |  |  |                  |                  |                  |                  |                  |                  |  |  |               |               |               |               |               |               |  |  | Rickard Stark | Rickard Stark | Rickard Stark | Rickard Stark | Rickard Stark | Rickard Stark |  |  |            |            |            |            |            |            |  |  |              |              |              |              | Lyarra Stark      | Lyarra Stark      | Lyarra Stark      | Lyarra Stark      | Lyarra Stark      | Lyarra Stark      |          |          |              |              |              |              |              |              |  |  |              |              |              |              |              |              |
|            |            |            |            |            |            |  |  |                  |                  |                  |                  |                  |                  |  |  |               |               |               |               |               |               |  |  | Rickard Stark | Rickard Stark | Rickard Stark | Rickard Stark | Rickard Stark | Rickard Stark |  |  |            |            |            |            |            |            |  |  |              |              |              |              | Lyarra Stark      | Lyarra Stark      | Lyarra Stark      | Lyarra Stark      | Lyarra Stark      | Lyarra Stark      |          |          |              |              |              |              |              |              |  |  |              |              |              |              |              |              |
|            |            |            |            |            |            |  |  |                  |                  |                  |                  |                  |                  |  |  |               |               |               |               |               |               |  |  |               |               |               |               |               |               |  |  |            |            |            |            |            |            |  |  |              |              |              |              |                   |                   |                   |                   |                   |                   |          |          |              |              |              |              |              |              |  |  |              |              |              |              |              |              |
|            |            |            |            |            |            |  |  |                  |                  |                  |                  |                  |                  |  |  |               |               |               |               |               |               |  |  |               |               |               |               |               |               |  |  |            |            |            |            |            |            |  |  |              |              |              |              |                   |                   |                   |                   |                   |                   |          |          |              |              |              |              |              |              |  |  |              |              |              |              |              |              |
|            |            |            |            |            |            |  |  | Brandon Stark    | Brandon Stark    | Brandon Stark    | Brandon Stark    | Brandon Stark    | Brandon Stark    |  |  | Catelyn Tully | Catelyn Tully | Catelyn Tully | Catelyn Tully | Catelyn Tully | Catelyn Tully |  |  | Eddard Stark  | Eddard Stark  | Eddard Stark  | Eddard Stark  | Eddard Stark  | Eddard Stark  |  |  |            |            |            |            |            |            |  |  |              |              |              |              | Rhaegar Targaryen | Rhaegar Targaryen | Rhaegar Targaryen | Rhaegar Targaryen | Rhaegar Targaryen | Rhaegar Targaryen |          |          | Lyanna Stark | Lyanna Stark | Lyanna Stark | Lyanna Stark | Lyanna Stark | Lyanna Stark |  |  | Benjen Stark | Benjen Stark | Benjen Stark | Benjen Stark | Benjen Stark | Benjen Stark |
|            |            |            |            |            |            |  |  | Brandon Stark    | Brandon Stark    | Brandon Stark    | Brandon Stark    | Brandon Stark    | Brandon Stark    |  |  | Catelyn Tully | Catelyn Tully | Catelyn Tully | Catelyn Tully | Catelyn Tully | Catelyn Tully |  |  | Eddard Stark  | Eddard Stark  | Eddard Stark  | Eddard Stark  | Eddard Stark  | Eddard Stark  |  |  |            |            |            |            |            |            |  |  |              |              |              |              | Rhaegar Targaryen | Rhaegar Targaryen | Rhaegar Targaryen | Rhaegar Targaryen | Rhaegar Targaryen | Rhaegar Targaryen |          |          | Lyanna Stark | Lyanna Stark | Lyanna Stark | Lyanna Stark | Lyanna Stark | Lyanna Stark |  |  | Benjen Stark | Benjen Stark | Benjen Stark | Benjen Stark | Benjen Stark | Benjen Stark |
|            |            |            |            |            |            |  |  |                  |                  |                  |                  |                  |                  |  |  |               |               |               |               |               |               |  |  |               |               |               |               |               |               |  |  |            |            |            |            |            |            |  |  |              |              |              |              |                   |                   |                   |                   |                   |                   |          |          |              |              |              |              |              |              |  |  |              |              |              |              |              |              |
|            |            |            |            |            |            |  |  |                  |                  |                  |                  |                  |                  |  |  |               |               |               |               |               |               |  |  |               |               |               |               |               |               |  |  |            |            |            |            |            |            |  |  |              |              |              |              |                   |                   |                   |                   |                   |                   |          |          |              |              |              |              |              |              |  |  |              |              |              |              |              |              |
| Robb Stark | Robb Stark | Robb Stark | Robb Stark | Robb Stark | Robb Stark |  |  | Jeyne Ouestrelin | Jeyne Ouestrelin | Jeyne Ouestrelin | Jeyne Ouestrelin | Jeyne Ouestrelin | Jeyne Ouestrelin |  |  | Sansa Stark   | Sansa Stark   | Sansa Stark   | Sansa Stark   | Sansa Stark   | Sansa Stark   |  |  | Arya Stark    | Arya Stark    | Arya Stark    | Arya Stark    | Arya Stark    | Arya Stark    |  |  | Bran Stark | Bran Stark | Bran Stark | Bran Stark | Bran Stark | Bran Stark |  |  | Rickon Stark | Rickon Stark | Rickon Stark | Rickon Stark | Rickon Stark      | Rickon Stark      |                   |                   | Jon Snow          | Jon Snow          | Jon Snow | Jon Snow | Jon Snow     | Jon Snow     |              |              |              |              |  |  |              |              |              |              |              |              |
| Robb Stark | Robb Stark | Robb Stark | Robb Stark | Robb Stark | Robb Stark |  |  | Jeyne Ouestrelin | Jeyne Ouestrelin | Jeyne Ouestrelin | Jeyne Ouestrelin | Jeyne Ouestrelin | Jeyne Ouestrelin |  |  | Sansa Stark   | Sansa Stark   | Sansa Stark   | Sansa Stark   | Sansa Stark   | Sansa Stark   |  |  | Arya Stark    | Arya Stark    | Arya Stark    | Arya Stark    | Arya Stark    | Arya Stark    |  |  | Bran Stark | Bran Stark | Bran Stark | Bran Stark | Bran Stark | Bran Stark |  |  | Rickon Stark | Rickon Stark | Rickon Stark | Rickon Stark | Rickon Stark      | Rickon Stark      |                   |                   | Jon Snow          | Jon Snow          | Jon Snow | Jon Snow | Jon Snow     | Jon Snow     |              |              |              |              |  |  |              |              |              |              |              |              |

#### Cregan Stark
Interprété par Tom Taylor dans la série House of the Dragon
Cregan Stark est le seigneur de Winterfell durant les évènements de la "Danse des dragons", une guerre civile ayant ravagé Westeros entre 129 et 131 apC. Il est connu pour avoir mis fin à la guerre en prenant le pouvoir au nom d'Aegon III Targaryen et appliquer la justice avant de démissionner le lendemain, son devoir accompli. Cet acte est ainsi appelé l'"Heure du Loup".

#### Famille

##### Eddard Stark
Eddard « Ned » Stark, est le seigneur de Winterfell. Il a fait partie des meneurs de la révolution qui a mis sur le trône de fer le roi Robert Baratheon, dont il était un ami proche.

##### Catelyn Stark
Catelyn Stark, née Tully, est la femme d’Eddard Stark, la mère de Robb, Sansa, Arya, Bran, et Rickon, elle est la fille de Hoster Tully et la sœur de Lysa Arryn.

##### Robb Stark
Robb Stark est le fils aîné de lord Eddard Stark et de lady Catelyn Stark et est donc l'héritier de Winterfell et du Nord. Il a quatorze ans au début des romans. Comme tous ses frères et sœurs, il possède un loup-garou, Vent Gris. Lorsque Ned Stark est appelé à Port-Réal pour devenir la Main du roi, Robb reste à Winterfell pour diriger à la place de son père. Mais lorsque celui-ci est exécuté sur ordre du roi Joffrey Baratheon, Robb part en campagne contre les Lannister. Après les couronnements successifs de Renly, puis de Stannis Baratheon, Robb est proclamé roi du Nord par ses vassaux, attirant à lui les bannières du Nord et du Conflans et entraînant la scission du royaume. Par ses talents stratégiques indéniables, il remporte toutes ses batailles face aux Lannister et fait prisonnier Jaime Lannister durant la bataille du Bois au murmure. Pour s'assurer une alliance avec le sire des Jumeaux, qui tient le passage entre le nord et le sud de Westeros, Robb s'engage à épouser l'une des filles de lord Walder Frey. Cependant, il est blessé au cours d'une bataille dans l'ouest et apprend alors la mort de ses frères cadets, Rickon et Bran. Cette nuit-là, il est « réconforté » par lady Jeyne Ouestrelin, jeune fille de haute naissance. Robb l'épouse alors pour lui éviter le déshonneur, rompant ainsi sa promesse envers les Frey. Il présente ses excuses à Walder Frey pour n'avoir pas respecté sa promesse envers lui et celui-ci semble les accepter, au point de passer l'éponge à condition qu'Edmure Tully, oncle de Robb et frère de Catelyn Stark, épouse Roslin, une de ses filles. Mais lors de la nuit de noces, Robb est trahi et assassiné par son propre vassal, Roose Bolton, comme sa mère Catelyn l'est par les hommes de Walder Frey, lequel avait conclu un pacte secret avec les Lannister. Vent Gris est tué, dépecé et sa tête est cousue sur le corps de Robb. Cet épisode est surnommé « les Noces pourpres ».

##### Sansa Stark
Sansa Stark est le deuxième enfant d'Eddard Stark et de Catelyn Stark.

##### Arya Stark
Arya Stark est le troisième enfant d'Eddard Stark et de Catelyn Stark.

##### Brandon Stark
Brandon Stark dit Bran Stark est le quatrième enfant d'Eddard Stark et de Catelyn Stark. Il surprend Cersei Lannister et Jaime Lannister lors de leurs ébats incestueux. Repéré, il est précipité du haut d'une tour par Jaime afin que la relation avec sa sœur demeure secrète. Bran survit néanmoins mais perd l'usage de ses jambes.

##### Rickon Stark
Rickon Stark est le plus jeune fils de lord Eddard Stark et de lady Catelyn Stark. Il a trois ans au début des romans. Il reçoit, comme tous ses frères et sœurs, un sombre loup et le nomme Broussaille. Son loup est le plus agressif de toute la portée, il lui arrive de mordre des habitants de Winterfell, raison pour laquelle il est confiné dans le bois sacré. Lors de la prise de Winterfell par Theon Greyjoy, il survit en se cachant dans les cryptes, tout comme son frère Bran, mais le monde entier les croit morts. Suivant les conseils de mestre Luwin qui trouve dangereux pour les deux héritiers de Robb de voyager de concert, les deux frères doivent bientôt se séparer, afin de garantir leur sécurité. Tandis que Bran prend la direction du Mur, accompagné par Hodor, Été (son loup-garou) ainsi que Meera et Jojen Reed, Rickon est pris en charge par Osha, une sauvageonne qu'ils ont capturée un peu plus tôt et ont envoyée travailler aux cuisines. Rickon se trouverait apparemment sur l'île de Skagos.

##### Lyanna Stark
Lyanna Stark est la sœur d’Eddard Stark. Après avoir gagné le tournoi d'Harrenhal, Rhaegar Targaryen couronna Lyanna reine de beauté. Il l'enleva peu après, provoquant une rébellion dirigée par son fiancé, Robert Baratheon. Eddard Stark affronta des membres de la garde royale à la tour de la Joie pour la récupérer, et lui fit une promesse dont personne ne connaît la teneur alors qu'elle était mourante.

##### Benjen Stark
Benjen Stark est le frère cadet d'Eddard Stark. Il appartient à la Garde de Nuit et a disparu lors d'une patrouille au début de la saga.

#### Maisonnée, alliés et bannerets
Les principales maisons vassales des Stark sont les Glover, les Ryswell, les Dustin, les Bolton, les Tallhart, les Cerwyn, les Corbois (Hornwood), les Flint, les Karstark, les Manderly, les Mormont, les Forestier, les Omble (Umber) et les Reed.

##### Maison Reed
La maison Reed est la maison régnant sur la zone de marécages et de marais baptisée le « Neck », qui sert de frontière au Nord et participe à la défense du territoire contre les invasions terrestres venant du sud. Les habitants du Neck, les « Paludiers », descendants d'hommes ayant vécu à Westeros avant même la venue des Premiers Hommes, sont des soutiens fidèles de la famille Stark de Winterfell. Le seigneur actuel de la maison Reed, lord Howland Reed, faisait partie des six compagnons ayant accompagnés Eddard Stark après la prise de Port-Réal pour retrouver sa sœur Lyanna, il a survécu avec Eddard à un affrontement contre trois membres de la garde royale, qui tuèrent leurs cinq compagnons. Avec lord Eddard, c'est la seule personne ayant su quelles étaient les circonstances exactes de la mort de Lyanna Stark.

###### Jojen Reed
Jojen Reed est le fils d'Howland Reed, seigneur du Neck et ami d'Eddard Stark. Âgé de treize ans, il possède le don de faire des rêves qui lui dévoilent des événements futurs (morts) et est envoyé par son père à Winterfell, accompagné de sa sœur aînée Meera, dans A Clash of Kings. Tous deux se lient d'amitié avec Bran Stark, dont Jojen connaît le pouvoir et tente de le persuader de le développer. Après l'incendie de Winterfell, il réussit à convaincre Bran d'aller vers le nord et de passer de l'autre côté du Mur afin de trouver la « corneille à trois yeux » qui pourra aider Bran à maîtriser son pouvoir. Ils se font attaquer par les « Autres » mais atteignent leur but. Lui et sa sœur comptent ensuite regagner leur région natale.

###### Meera Reed
Meera Reed est la fille d'Howland Reed et la sœur aînée de Jojen Reed. Âgée de seize ans, elle est très à l'aise dans la nature et est une excellente chasseresse. Elle accompagne son frère à Winterfell et tous deux deviennent amis avec Bran Stark. Après l'incendie de Winterfell, Meera, Jojen, Bran et Hodor partent vers le nord à la recherche de la corneille à trois yeux. Ils se font attaquer, mais sont sauvés par une enfant de la forêt, surnommée Feuille par la suite. Meera et Jojen ayant découvert la corneille, elle et son frère vont devoir quitter Brandon Stark et ainsi retourner chez eux.

##### Rodrik Cassel
Rodrik Cassel est le vieux maître d'armes de la maison Stark. Il accompagne Catelyn Stark lors de son voyage à Port-Réal, celle-ci l'envoyant ensuite à Winterfell en tant que gouverneur. Il lève une armée pour combattre les Greyjoy, qui ont envahi le Nord, et remporte une bataille contre eux mais Theon Greyjoy a, dans le même temps, profité de son absence pour s'emparer de Winterfell. À la tête de l'armée, il s'apprête à donner l'assaut de la forteresse occupée par une poignée de Greyjoy mais il est alors trahi et tué par Ramsay Snow.

##### Wyman Manderly
Wyman Manderly, est le seigneur de la maison Manderly (sa bannière est un triton). Dans A Dance with Dragons, il reçoit Davos Mervault qui lui demande d'allier ses troupes à celle de Stannis Baratheon. Wyman Manderly joue la comédie face à lui et aux Frey qui sont également là. Pour sauver la vie de son dernier fils, Wylis, retenu prisonnier par les Lannister, il condamne Davos dans l'Antre du Loup pour le faire exécuter. Mais Manderly a d'autres projets pour Davos Mervault, le recevant en cachette car il se méfie des Frey en ce qui concerne les événements des « Noces pourpres » et la façon dont est mort son fils aîné Wendel. Il lui confie la tâche de trouver et de ramener le dernier fils d'Eddard Stark, Rickon Stark, pour faire valoir ses droits d'hériter sur Winterfell contre les Bolton car il a la preuve que le petit est toujours vivant. Il garde en effet en secret un Fer-Né, Wex, qui est muet mais qui a tout vu lors de l'incendie de Winterfell par le bâtard Ramsay Bolton et a suivi le petit avec son loup et la sauvageonne qui l'accompagnait.

##### Maison Bolton

###### Roose Bolton
Roose Bolton, homme froid et inquiétant, est le seigneur de Fort-Terreur et le chef de la maison Bolton, qui compte parmi les principaux bannerets des Stark. Il suit Robb Stark à la guerre quand celui-ci lève une armée et est l'un de ses principaux lieutenants. Il combat les Lannister et se marie avec l'une des petites-filles de Walder Frey, Walda « la grosse » (choisie car la dot promise consistait en son poids en or). Il s'empare par la ruse de la forteresse d'Harrenhal et prend alors à son service, sans se douter de sa véritable identité, Arya Stark (celle-ci ne la lui révèle pas car elle a peur de lui). Dans A Storm of Swords, ses hommes capturent Jaime Lannister mais il le libère et l'envoie à Port-Réal car il a engagé des négociations secrètes avec Tywin Lannister. Il envoie une partie de l'armée Stark à sa perte puis se rend au mariage d'Edmure Tully où il est, avec les Frey, l'un des principaux instigateurs du massacre des Noces pourpres. Il achève Robb Stark de sa propre main et est nommé gouverneur du Nord par Tywin Lannister. Plus tard, il ramène avec lui Jeyne Poole, qu'il fait passer pour Arya Stark afin de la marier à son fils bâtard Ramsay et s'assurer ainsi le contrôle de Winterfell.

###### Ramsay Snow
Ramsay Snow est le fils bâtard de Roose Bolton. Dans A Clash of Kings, il sème le trouble parmi les vassaux des Stark et se fait capturer en se faisant passer pour son serviteur. Emprisonné à Winterfell, il est libéré par Theon Greyjoy quand celui-ci s'empare du château. Il passe à son service, toujours sous sa fausse identité, et lui promet de revenir avec des renforts. Il revient en effet avec des troupes Bolton et attaque par surprise l'armée qui assiège Theon dans Winterfell. Après sa victoire, il capture Theon et fait incendier le château. Il est légitimé (et perd donc sa qualification de bâtard) après la trahison de son père au profit des Lannister.

##### Mestre Luwin
Mestre Luwin est le mestre attaché à la maison Stark. Conseiller fidèle, il sert loyalement et de façon avisée Robb Stark quand celui-ci doit gouverner le Nord au nom de son père et il éduque également Bran Stark. Il reste auprès de Bran quand Robb part à la guerre dans le Sud et est le témoin impuissant de la prise de Winterfell par Theon Greyjoy. Quand le château est pris par Ramsay Snow, mestre Luwin est mortellement blessé mais a le temps de donner des derniers conseils à Bran avant de mourir.

##### Osha
Osha est une sauvageonne venant d'au-delà du Mur qui est capturée alors qu'elle était en maraude près de Winterfell. On la fait travailler aux cuisines du château et, en raison de son bon comportement, la surveillance sur elle se relâche peu à peu et elle noue des liens avec Bran Stark. Après la prise de Winterfell par Theon Greyjoy, elle feint de se rallier à lui mais fait en réalité évader Bran et Rickon. Une fois Winterfell incendié et déserté, Osha accompagne Rickon pour le mettre en sûreté tandis que Bran et les Reed partent vers le Mur.

##### Hodor
Hodor, de son vrai nom Walder, est un simple d'esprit mesurant plus de sept pieds de haut (2,10 m) qui travaille à Winterfell comme palefrenier. Il serait parent avec Vieille Nan. Il ne sait dire qu'un seul mot : « Hodor. » Après l'accident de Bran Stark, Hodor est attaché à son service pour lui servir de porteur, en raison de sa force et de sa douceur. Il accompagne Bran dans toutes ses péripéties, et Bran parvient par la suite à pénétrer son esprit et à contrôler ses mouvements.

### Maison Targaryen

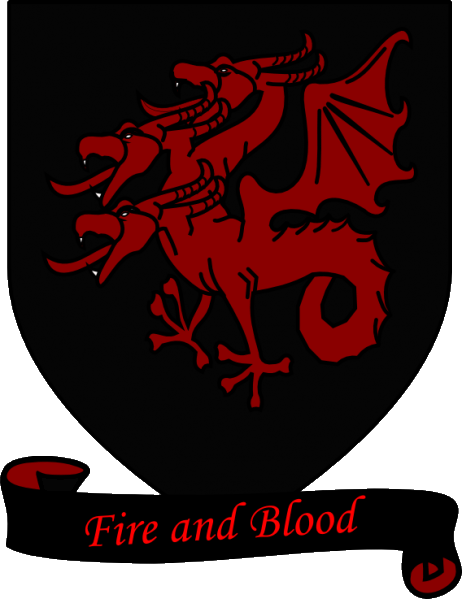
Blason de la Maison Targaryen.

La maison Targaryen est une famille descendant du puissant empire de Valyria, à Essos, ayant conquis les Sept Couronnes avec trois gigantesques dragons montés par Aegon le Conquérant et ses deux sœurs, Rhaennys et Visenya. S'ensuivirent presque trois siècles de règne de la dynastie Targaryen à Port-Réal qui s'achevèrent lorsque Robert Baratheon détrôna Aerys II le Dément. Son blason est un dragon tricéphale rouge sur champ noir et sa devise est « Feu et Sang » (« Fire and Blood »).
Les ancêtres d’Aegon Ier, dit aussi Aegon le Conquérant et Aegon « Sire-Dragon », ont échappé au « Fléau » (Doom) de Valyria et aux chaos et massacres qui suivirent pour fonder Peyredragon (Dragonstone), une île rocheuse située entre la baie de la Néra et le Détroit (The Narrow Sea). C'est de cette île qu'Aegon Ier et ses sœurs, Visenya et Rhaenys, partent à la conquête des Sept Couronnes.
Les Targaryen ont pratiqué de façon répétée les mariages consanguins et ils sont souvent caractérisés par des cheveux presque blancs et des yeux lilas, indigo ou violets. Même si un grand nombre de membres de cette famille ont été réputés pour leur sagesse ou leur bravoure, il est arrivé plusieurs fois que d'autres soient atteints de tares génétiques. La présence du « sang de dragon » dans leurs veines est censée donner aux héritiers légitimes de la famille des pouvoirs particuliers, notamment celui de résister au feu. Les dragons targaryens sont les derniers dragons connus et sont morts bien avant le début du premier livre.
Quinze ans avant les événements des romans, les Targaryen sont vaincus au cours de la Rébellion de Robert (Robert's Rebellion), les deux enfants survivants, Viserys et Daenerys, sont envoyés à Essos par les derniers alliés de leur famille.
|  |  |  |  |  |  |  |  |                           |                           |                           |                           |                           |                           |  |  |                   |                   |                   |                   |                   |                   |  |  |                  |                  |                  |                  |                  |                  |  |  | Maekar Ier   |              |              |              |              |              |  |  |                   |                   |                   |                   |                   |                   |  |  |                   |                   |                   |                   |                   |                   |        |        |                  |                  |                  |                  |                  |                  |  |  |  |  |  |  |  |  |  |  |  |  |  |  |  |  |  |  |  |  |  |  |  |  |  |  |  |  |  |  |  |  |  |  |  |  |  |  |  |  |
|  |  |  |  |  |  |  |  |                           |                           |                           |                           |                           |                           |  |  |                   |                   |                   |                   |                   |                   |  |  |                  |                  |                  |                  |                  |                  |  |  |              |              |              |              |              |              |  |  |                   |                   |                   |                   |                   |                   |  |  |                   |                   |                   |                   |                   |                   |        |        |                  |                  |                  |                  |                  |                  |  |  |  |  |  |  |  |  |  |  |  |  |  |  |  |  |  |  |  |  |  |  |  |  |  |  |  |  |  |  |  |  |  |  |  |  |  |  |  |  |
|  |  |  |  |  |  |  |  |                           |                           |                           |                           |                           |                           |  |  |                   |                   |                   |                   |                   |                   |  |  |                  |                  |                  |                  |                  |                  |  |  |              |              |              |              |              |              |  |  |                   |                   |                   |                   |                   |                   |  |  |                   |                   |                   |                   |                   |                   |        |        |                  |                  |                  |                  |                  |                  |  |  |  |  |  |  |  |  |  |  |  |  |  |  |  |  |  |  |  |  |  |  |  |  |  |  |  |  |  |  |  |  |  |  |  |  |  |  |  |  |
|  |  |  |  |  |  |  |  | Daeron Targaryen          | Daeron Targaryen          | Daeron Targaryen          | Daeron Targaryen          | Daeron Targaryen          | Daeron Targaryen          |  |  | Aerion Targaryen  | Aerion Targaryen  | Aerion Targaryen  | Aerion Targaryen  | Aerion Targaryen  | Aerion Targaryen  |  |  | Mestre Aemon     | Mestre Aemon     | Mestre Aemon     | Mestre Aemon     | Mestre Aemon     | Mestre Aemon     |  |  | Aegon V      | Aegon V      | Aegon V      | Aegon V      | Aegon V      | Aegon V      |  |  | Rhae              | Rhae              | Rhae              | Rhae              | Rhae              | Rhae              |  |  | Daella Targaryen  | Daella Targaryen  | Daella Targaryen  | Daella Targaryen  | Daella Targaryen  | Daella Targaryen  |        |        |                  |                  |                  |                  |                  |                  |  |  |  |  |  |  |  |  |  |  |  |  |  |  |  |  |  |  |  |  |  |  |  |  |  |  |  |  |  |  |  |  |  |  |  |  |  |  |  |  |
|  |  |  |  |  |  |  |  | Daeron Targaryen          | Daeron Targaryen          | Daeron Targaryen          | Daeron Targaryen          | Daeron Targaryen          | Daeron Targaryen          |  |  | Aerion Targaryen  | Aerion Targaryen  | Aerion Targaryen  | Aerion Targaryen  | Aerion Targaryen  | Aerion Targaryen  |  |  | Mestre Aemon     | Mestre Aemon     | Mestre Aemon     | Mestre Aemon     | Mestre Aemon     | Mestre Aemon     |  |  | Aegon V      | Aegon V      | Aegon V      | Aegon V      | Aegon V      | Aegon V      |  |  | Rhae              | Rhae              | Rhae              | Rhae              | Rhae              | Rhae              |  |  | Daella Targaryen  | Daella Targaryen  | Daella Targaryen  | Daella Targaryen  | Daella Targaryen  | Daella Targaryen  |        |        |                  |                  |                  |                  |                  |                  |  |  |  |  |  |  |  |  |  |  |  |  |  |  |  |  |  |  |  |  |  |  |  |  |  |  |  |  |  |  |  |  |  |  |  |  |  |  |  |  |
|  |  |  |  |  |  |  |  |                           |                           |                           |                           |                           |                           |  |  |                   |                   |                   |                   |                   |                   |  |  |                  |                  |                  |                  |                  |                  |  |  |              |              |              |              |              |              |  |  |                   |                   |                   |                   |                   |                   |  |  |                   |                   |                   |                   |                   |                   |        |        |                  |                  |                  |                  |                  |                  |  |  |  |  |  |  |  |  |  |  |  |  |  |  |  |  |  |  |  |  |  |  |  |  |  |  |  |  |  |  |  |  |  |  |  |  |  |  |  |  |
|  |  |  |  |  |  |  |  | une fille faible d'esprit | une fille faible d'esprit | une fille faible d'esprit | une fille faible d'esprit | une fille faible d'esprit | une fille faible d'esprit |  |  | un fils           | un fils           | un fils           | un fils           | un fils           | un fils           |  |  | Duncan Targaryen | Duncan Targaryen | Duncan Targaryen | Duncan Targaryen | Duncan Targaryen | Duncan Targaryen |  |  | Jaehaerys II | Jaehaerys II | Jaehaerys II | Jaehaerys II | Jaehaerys II | Jaehaerys II |  |  | un fils           | un fils           | un fils           | un fils           | un fils           | un fils           |  |  | Rhaelle Targaryen | Rhaelle Targaryen | Rhaelle Targaryen | Rhaelle Targaryen | Rhaelle Targaryen | Rhaelle Targaryen |        |        | Ormund Baratheon | Ormund Baratheon | Ormund Baratheon | Ormund Baratheon | Ormund Baratheon | Ormund Baratheon |  |  |  |  |  |  |  |  |  |  |  |  |  |  |  |  |  |  |  |  |  |  |  |  |  |  |  |  |  |  |  |  |  |  |  |  |  |  |  |  |
|  |  |  |  |  |  |  |  | une fille faible d'esprit | une fille faible d'esprit | une fille faible d'esprit | une fille faible d'esprit | une fille faible d'esprit | une fille faible d'esprit |  |  | un fils           | un fils           | un fils           | un fils           | un fils           | un fils           |  |  | Duncan Targaryen | Duncan Targaryen | Duncan Targaryen | Duncan Targaryen | Duncan Targaryen | Duncan Targaryen |  |  | Jaehaerys II | Jaehaerys II | Jaehaerys II | Jaehaerys II | Jaehaerys II | Jaehaerys II |  |  | un fils           | un fils           | un fils           | un fils           | un fils           | un fils           |  |  | Rhaelle Targaryen | Rhaelle Targaryen | Rhaelle Targaryen | Rhaelle Targaryen | Rhaelle Targaryen | Rhaelle Targaryen |        |        | Ormund Baratheon | Ormund Baratheon | Ormund Baratheon | Ormund Baratheon | Ormund Baratheon | Ormund Baratheon |  |  |  |  |  |  |  |  |  |  |  |  |  |  |  |  |  |  |  |  |  |  |  |  |  |  |  |  |  |  |  |  |  |  |  |  |  |  |  |  |
|  |  |  |  |  |  |  |  |                           |                           |                           |                           |                           |                           |  |  |                   |                   |                   |                   |                   |                   |  |  |                  |                  |                  |                  |                  |                  |  |  |              |              |              |              |              |              |  |  |                   |                   |                   |                   |                   |                   |  |  |                   |                   |                   |                   |                   |                   |        |        |                  |                  |                  |                  |                  |                  |  |  |  |  |  |  |  |  |  |  |  |  |  |  |  |  |  |  |  |  |  |  |  |  |  |  |  |  |  |  |  |  |  |  |  |  |  |  |  |  |
|  |  |  |  |  |  |  |  |                           |                           |                           |                           |                           |                           |  |  |                   |                   |                   |                   |                   |                   |  |  |                  |                  |                  |                  |                  |                  |  |  |              |              |              |              |              |              |  |  |                   |                   |                   |                   |                   |                   |  |  |                   |                   |                   |                   |                   |                   |        |        |                  |                  |                  |                  |                  |                  |  |  |  |  |  |  |  |  |  |  |  |  |  |  |  |  |  |  |  |  |  |  |  |  |  |  |  |  |  |  |  |  |  |  |  |  |  |  |  |  |
|  |  |  |  |  |  |  |  |                           |                           |                           |                           |                           |                           |  |  |                   |                   |                   |                   |                   |                   |  |  | Aerys II         | Aerys II         | Aerys II         | Aerys II         | Aerys II         | Aerys II         |  |  |              |              |              |              |              |              |  |  | Rhaella III       | Rhaella III       | Rhaella III       | Rhaella III       | Rhaella III       | Rhaella III       |  |  |                   |                   |                   |                   |                   |                   |        |        |                  |                  |                  |                  |                  |                  |  |  |  |  |  |  |  |  |  |  |  |  |  |  |  |  |  |  |  |  |  |  |  |  |  |  |  |  |  |  |  |  |  |  |  |  |  |  |  |  |
|  |  |  |  |  |  |  |  |                           |                           |                           |                           |                           |                           |  |  |                   |                   |                   |                   |                   |                   |  |  | Aerys II         | Aerys II         | Aerys II         | Aerys II         | Aerys II         | Aerys II         |  |  |              |              |              |              |              |              |  |  | Rhaella III       | Rhaella III       | Rhaella III       | Rhaella III       | Rhaella III       | Rhaella III       |  |  |                   |                   |                   |                   |                   |                   |        |        |                  |                  |                  |                  |                  |                  |  |  |  |  |  |  |  |  |  |  |  |  |  |  |  |  |  |  |  |  |  |  |  |  |  |  |  |  |  |  |  |  |  |  |  |  |  |  |  |  |
|  |  |  |  |  |  |  |  |                           |                           |                           |                           |                           |                           |  |  |                   |                   |                   |                   |                   |                   |  |  |                  |                  |                  |                  |                  |                  |  |  |              |              |              |              |              |              |  |  |                   |                   |                   |                   |                   |                   |  |  |                   |                   |                   |                   |                   |                   |        |        |                  |                  |                  |                  |                  |                  |  |  |  |  |  |  |  |  |  |  |  |  |  |  |  |  |  |  |  |  |  |  |  |  |  |  |  |  |  |  |  |  |  |  |  |  |  |  |  |  |
|  |  |  |  |  |  |  |  |                           |                           |                           |                           |                           |                           |  |  |                   |                   |                   |                   |                   |                   |  |  |                  |                  |                  |                  |                  |                  |  |  |              |              |              |              |              |              |  |  |                   |                   |                   |                   |                   |                   |  |  |                   |                   |                   |                   |                   |                   |        |        |                  |                  |                  |                  |                  |                  |  |  |  |  |  |  |  |  |  |  |  |  |  |  |  |  |  |  |  |  |  |  |  |  |  |  |  |  |  |  |  |  |  |  |  |  |  |  |  |  |
|  |  |  |  |  |  |  |  | Elia Martell              | Elia Martell              | Elia Martell              | Elia Martell              | Elia Martell              | Elia Martell              |  |  | Rhaegar Targaryen | Rhaegar Targaryen | Rhaegar Targaryen | Rhaegar Targaryen | Rhaegar Targaryen | Rhaegar Targaryen |  |  |                  |                  |                  |                  |                  |                  |  |  | Lyanna Stark | Lyanna Stark | Lyanna Stark | Lyanna Stark | Lyanna Stark | Lyanna Stark |  |  | Viserys Targaryen | Viserys Targaryen | Viserys Targaryen | Viserys Targaryen | Viserys Targaryen | Viserys Targaryen |  |  | Khal Drogo        | Khal Drogo        | Khal Drogo        | Khal Drogo        | Khal Drogo        | Khal Drogo        |        |        | Daenerys II      | Daenerys II      | Daenerys II      | Daenerys II      | Daenerys II      | Daenerys II      |  |  |  |  |  |  |  |  |  |  |  |  |  |  |  |  |  |  |  |  |  |  |  |  |  |  |  |  |  |  |  |  |  |  |  |  |  |  |  |  |
|  |  |  |  |  |  |  |  | Elia Martell              | Elia Martell              | Elia Martell              | Elia Martell              | Elia Martell              | Elia Martell              |  |  | Rhaegar Targaryen | Rhaegar Targaryen | Rhaegar Targaryen | Rhaegar Targaryen | Rhaegar Targaryen | Rhaegar Targaryen |  |  |                  |                  |                  |                  |                  |                  |  |  | Lyanna Stark | Lyanna Stark | Lyanna Stark | Lyanna Stark | Lyanna Stark | Lyanna Stark |  |  | Viserys Targaryen | Viserys Targaryen | Viserys Targaryen | Viserys Targaryen | Viserys Targaryen | Viserys Targaryen |  |  | Khal Drogo        | Khal Drogo        | Khal Drogo        | Khal Drogo        | Khal Drogo        | Khal Drogo        |        |        | Daenerys II      | Daenerys II      | Daenerys II      | Daenerys II      | Daenerys II      | Daenerys II      |  |  |  |  |  |  |  |  |  |  |  |  |  |  |  |  |  |  |  |  |  |  |  |  |  |  |  |  |  |  |  |  |  |  |  |  |  |  |  |  |
|  |  |  |  |  |  |  |  |                           |                           |                           |                           |                           |                           |  |  |                   |                   |                   |                   |                   |                   |  |  |                  |                  |                  |                  |                  |                  |  |  |              |              |              |              |              |              |  |  |                   |                   |                   |                   |                   |                   |  |  |                   |                   |                   |                   |                   |                   |        |        |                  |                  |                  |                  |                  |                  |  |  |  |  |  |  |  |  |  |  |  |  |  |  |  |  |  |  |  |  |  |  |  |  |  |  |  |  |  |  |  |  |  |  |  |  |  |  |  |  |
|  |  |  |  |  |  |  |  |                           |                           |                           |                           |                           |                           |  |  |                   |                   |                   |                   |                   |                   |  |  |                  |                  |                  |                  |                  |                  |  |  |              |              |              |              |              |              |  |  |                   |                   |                   |                   |                   |                   |  |  |                   |                   |                   |                   |                   |                   |        |        |                  |                  |                  |                  |                  |                  |  |  |  |  |  |  |  |  |  |  |  |  |  |  |  |  |  |  |  |  |  |  |  |  |  |  |  |  |  |  |  |  |  |  |  |  |  |  |  |  |
|  |  |  |  |  |  |  |  | Rhaenys Targaryen         | Rhaenys Targaryen         | Rhaenys Targaryen         | Rhaenys Targaryen         | Rhaenys Targaryen         | Rhaenys Targaryen         |  |  | Aegon Targaryen   | Aegon Targaryen   | Aegon Targaryen   | Aegon Targaryen   | Aegon Targaryen   | Aegon Targaryen   |  |  | Jon Snow         | Jon Snow         | Jon Snow         | Jon Snow         | Jon Snow         | Jon Snow         |  |  |              |              |              |              |              |              |  |  |                   |                   |                   |                   |                   |                   |  |  |                   |                   |                   |                   | Rhaego            | Rhaego            | Rhaego | Rhaego | Rhaego           | Rhaego           |                  |                  |                  |                  |  |  |  |  |  |  |  |  |  |  |  |  |  |  |  |  |  |  |  |  |  |  |  |  |  |  |  |  |  |  |  |  |  |  |  |  |  |  |  |  |

#### Famille

##### Aegon Targaryen
Aegon Targaryen est le fils de la princesse Elia de Dorne et du prince Rhaegar Targaryen. Il est réputé avoir été tué par Gregor Clegane, dit « la Montagne », lors de la prise de Port-Réal.

Toutefois, Varys confie quelques années après un jeune garçon à la garde de Jon Connington, ancien lord de la Griffonnière et Main du roi Aerys et ami du prince Rhaegar, le présentant comme le véritable Aegon sauvé du massacre grâce à une substitution. Connington, qui a pris le surnom de Griff, prend alors en charge la sécurité et l'éducation du jeune garçon en le faisant passer pour son fils en attendant de pouvoir l'aider à reconquérir le trône de fer. D'un naturel impétueux et bon orateur, le présumé jeune Aegon parvint à convaincre la Compagnie dorée, compagnie de mercenaires la plus réputée d'Essos, de se joindre à lui pour envahir Westeros plutôt que partir à la rencontre de Daenerys et ses dragons.

##### AerysII
Aerys II Targaryen était le roi des Sept Couronnes jusqu'à ce que sa folie et les cruautés engendrées par celle-ci ne déclenchent la rébellion menée par Robert Baratheon. Voyant l'imminence de la défaite, Aerys projetait de détruire Port-Réal par le feu mais Jaime Lannister le tua pour empêcher cela. Autrefois un souverain juste au début de son règne, alors que Tywin Lannister, son ami, lui servait de Main du roi, il devient de plus en plus susceptible alors que certains disent que Tywin est le véritable maître du royaume (Ser Ilyn Payne, dont les paroles seront entendues par le Roi, se fera amputer de sa langue). Après le « Défi de Sombreval », où il est retenu prisonnier et humilié par des vassaux rebelles pendant six mois, il devient de plus en plus paranoïaque et rancunier envers son ancien ami, refusant notamment d'unir son fils Rhaegar à la jeune Cersei Lannister en prétendant qu'un souverain n'a pas à marier ses enfants avec ceux de son serviteur. Ceci brise tout ce qu'il restait d'amitié entre lui et Tywin, l'apothéose de la rancœur du sire de Castral Roc étant atteinte lorsqu'Aerys nomme l'aîné de Tywin, Jaime Lannister, dans la Garde royale, privant Tywin de son héritier adoré après la naissance de son fils nain, Tyrion.
Ce personnage est inspiré de plusieurs figures historiques, telles que Charles VI, dont les problèmes dus à la consanguinité étaient similaires ou dont l'épisode du Bal des ardents peut rappeler la pyromanie d'Aerys, ainsi que Néron avec le Grand incendie de Rome.

##### Rhaegar Targaryen
Rhaegar Targaryen était le fils aîné et successeur désigné d'Aerys II. Modèle de chevalerie au tempérament mélancolique, Rhaegar tomba amoureux et enleva Lyanna Stark, alors qu'il était marié à Elia Martell, enlèvement qui fut le déclencheur de la rébellion contre les Targaryen. Rhaegar fut tué par Robert Baratheon lors de la décisive bataille du Trident. Il a gardé une bonne réputation auprès du peuple des Sept Couronnes, et l'on ignore toujours les raisons exactes de son action envers Lyanna Stark. Il croyait que son fils, n'ayant que quelques mois lors de la Rébellion de Robert Baratheon, était le « Prince qui fut promis », héros de la prophétie faite à son arrière-grand-père Aegon V et disant que ce « Prince » serait issu de la lignée descendant du prince Aerys (le futur Aerys II) et de sa femme la princesse Rhaella. Le corps du prince est incinéré comme le veulent les coutumes funéraires de la maison Targaryen, et la zone où il meurt, un gué lors de la Bataille du Trident, est renommée « Gué des Rubis » en référence aux rubis de son plastron qui sont tombés de son armure quand le coup fatal de Robert l'a touché. Il meurt en « murmurant le nom d'une femme aimée », sans doute Lyanna Stark.

##### Rhaella III
Rhaella Targaryen était la sœur et épouse du roi Aerys II Targaryen, elle est la mère de Rhaegar, Viserys et de Daenerys. Son mariage avec son frère Aerys est loin d'être heureux, ce dernier se montrant souvent brutal avec elle, et elle perd plusieurs enfants, mort-nés ou en bas âge. Dans la dernière phase de la rébellion contre son époux, elle est envoyée à Peyredragon pour être en sécurité, enceinte et accompagnée de son plus jeune enfant, le prince Viserys. Après la nouvelle du sac de Port-Réal par les Lannister, et la mort du roi Aerys ainsi que celle des enfants de Rhaegar, Ser Willem Darry, un chevalier fidèle aux Targaryen, fait embarquer la reine et l'héritier du trône pour rejoindre Essos. La reine accouche alors que leur navire est pris en pleine tempête en quittant Peyredragon, la reine n'y survit pas mais donne naissance à Daenerys.

##### Rhaenys Targaryen
Rhaenys Targaryen était la fille de Rhaegar Targaryen et de Elia Martell, et a été assassinée avec sa mère et son frère par Gregor Clegane lors de la mise à sac de Port-Réal.

##### Viserys Targaryen
Viserys Targaryen est le second fils de l'ancien roi, Aerys II Targaryen, le roi fou, dépossédé de son trône par l'usurpateur Robert Baratheon. Viserys est un jeune homme cruel et vaniteux qui veut à tout prix reconquérir le trône de ses ancêtres. Toute sa vie, Viserys a vécu en exil dans les Cités Libres, cultivant sa paranoïa des hommes de mains de l'usurpateur à ses trousses. Au début des romans, Viserys vit depuis six mois chez un riche magistrat de Pentos nommé Ilyrio Mopatis. Ilyrio a arrangé le mariage entre la sœur de Viserys, la jeune Daenerys, avec un seigneur barbare du peuple du cheval, Khal Drogo. Ce mariage arrangé est censé apporter à Viserys l'armée dont il aura besoin pour reconquérir le trône de Fer de ses ancêtres. Mais avant cela, le khalasar de Khal Drogo doit se rendre au dosh kaleen afin d'y présenter Daenerys et recevoir la bénédiction des devineresses. Refusant d'écouter les conseils de maître Ilyrio, Viserys accompagne le khalasar de Khal Drogo. Isolé du reste du groupe, il rumine sa haine et sa rancœur, allant jusqu'à lever la main sur sa sœur. Pour cela, il est contraint par Khal Drogo à suivre le khalasar à pied. Épuisé par cette épreuve, Viserys accepte le lendemain de monter dans une roulotte, ignorant qu'il s'agit là de la pire honte possible pour un membre du peuple du cheval. Arrivé au dosh kaleen, Viserys, ivre, se permet de dégainer l'épée dans le lieu sacré où nulle arme n'est tolérée et où verser le sang est le pire crime possible. Il réclame alors à Drogo la couronne que ce dernier lui avait promise en échange de sa sœur. Nullement décontenancé, Khal Drogo fait maîtriser Viserys, fait fondre son immense ceinture d'or pur dans un chaudron, et en déverse le contenu sur la tête de Viserys, tuant celui-ci sur le coup.

#### Maisonnée, alliés et bannerets

##### Jorah Mormont
Jorah Mormont, fils de Jeor Mormont, est un chevalier qui s'est exilé sur le continent oriental pour échapper à l'exécution pour trafic d'esclaves. Il entre au service de Viserys, puis de Daenerys Targaryen et sauve celle-ci d'une tentative d'empoisonnement. À la mort de Drogo, il reste aux côtés de Daenerys, mais il est également, à l'insu de celle-ci, un espion de Varys donnant des rapports réguliers sur ses activités. Plus tard, il cesse néanmoins d'envoyer ses rapports car il est tombé amoureux de la jeune femme. Mais Daenerys, même si elle se laisse embrasser une fois, refuse les avances de celui qu'elle considère comme son protecteur. Dans A Storm of Swords, Jorah conseille à Daenerys d'acheter les Immaculés, corps d'élite de guerriers eunuques, et s'oppose plusieurs fois à Arstan Barbe-Blanche car leurs avis divergent. Il finit par reconnaître en ce dernier Barristan Selmy, lequel dévoile à son tour les activités passées de Jorah en tant qu'espion. Furieuse, Daenerys bannit Jorah, en partie à cause de son attitude non repentante. Il capture Tyrion Lannister dans un bordel à Selhorys, il l'emmène à Volantis où il lui met des chaînes aux pieds et aux mains. Jorah va voir une veuve du nom de « gueuse de Vogarro » pour lui demander de l'aide afin de rejoindre Daenerys à Meereen. Il entame le voyage sur la cogue « Selaesori Qhoran » en compagnie de Benerro (qui a vu dans les flammes que le navire n'atteindra jamais sa destination), de Sol (une naine orpheline qui a perdu son frère) et de ses animaux de joute, Jolie la cochonne et Croque le chien. Lors d'une tempête, le bateau dérive et rencontre un vaisseau d'esclavagistes. C'est à ce moment-là qu'ils apprennent que Daenerys est mariée à un noble et esclavagiste. Jorah Mormont se fait fouetter pour avoir résisté lors de l'assaut des esclavagistes Yunkaïi puis est sauvé par Tyrion, et vendu à Yezzan zo Qaggaz. Il s'échappe en compagnie de Tyrion Lannister et de Sol, pour ainsi rentrer dans une compagnie de mercenaire, les Puînés.

##### Belwas le Fort
Belwas le Fort est un guerrier eunuque des arènes de Meereen qui accompagne Barristan Selmy lorsqu'il se fait passer pour « Arstan Barbe-Blanche » quand ils vont chercher Daenerys Targaryen et la sauver à Qarth. Il l'accompagne dans ses exploits jusqu'à Meereen. Lors du mariage de Daenerys avec Hizdahr zo Loraq, il mange des sauterelles grillées au miel qui s'avèrent être empoisonnées. Mais il guérit et siège au conseil que ser Barristan mène en l'absence de Daenerys.

### Maison Tully

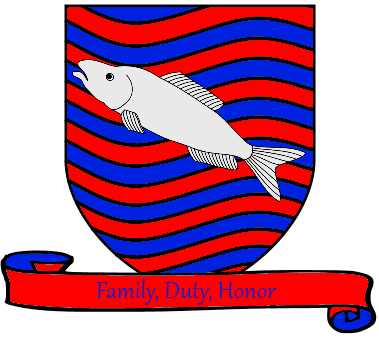
Blason de la Maison Tully.

La maison Tully est la maison suzeraine de la région du Conflans et a son siège à Vivesaigues. Son blason est une truite argentée sur champ bleu et rouge et sa devise est « Famille, Devoir, Honneur » (« Family, Duty, Honor »). Ses principales maisons vassales sont les Bracken, les Darry, les Frey, les Mallister, les Nerbosc, les Piper et les Vance.
|               |               |               |               |               |               |  |  |              |              |              |              |              |              |  |  |           |           |           |           |           |           |  |  |            |            |            |            |            |            |  |  |               |               |               |               |               |               |  |  |              |              |              |              |              |              |  |  |               |               |               |               |               |               |  |  |                   |                   |                   |                   |                   |                   |  |  |                   |                   |                   |                   |                   |                   |  |  |                   |                   |                   |                   |                   |                   |  |  |
|               |               |               |               |               |               |  |  |              |              |              |              |              |              |  |  |           |           |           |           |           |           |  |  |            |            |            |            |            |            |  |  |               |               |               |               |               |               |  |  |              |              |              |              |              |              |  |  |               |               |               |               |               |               |  |  |                   |                   |                   |                   |                   |                   |  |  |                   |                   |                   |                   |                   |                   |  |  |                   |                   |                   |                   |                   |                   |  |  |
|               |               |               |               |               |               |  |  |              |              |              |              |              |              |  |  |           |           |           |           |           |           |  |  |            |            |            |            |            |            |  |  | Hoster Tully  | Hoster Tully  | Hoster Tully  | Hoster Tully  | Hoster Tully  | Hoster Tully  |  |  | Minisa Whent | Minisa Whent | Minisa Whent | Minisa Whent | Minisa Whent | Minisa Whent |  |  | Brynden Tully | Brynden Tully | Brynden Tully | Brynden Tully | Brynden Tully | Brynden Tully |  |  |                   |                   |                   |                   |                   |                   |  |  |                   |                   |                   |                   |                   |                   |  |  |                   |                   |                   |                   |                   |                   |  |  |
|               |               |               |               |               |               |  |  |              |              |              |              |              |              |  |  |           |           |           |           |           |           |  |  |            |            |            |            |            |            |  |  | Hoster Tully  | Hoster Tully  | Hoster Tully  | Hoster Tully  | Hoster Tully  | Hoster Tully  |  |  | Minisa Whent | Minisa Whent | Minisa Whent | Minisa Whent | Minisa Whent | Minisa Whent |  |  | Brynden Tully | Brynden Tully | Brynden Tully | Brynden Tully | Brynden Tully | Brynden Tully |  |  |                   |                   |                   |                   |                   |                   |  |  |                   |                   |                   |                   |                   |                   |  |  |                   |                   |                   |                   |                   |                   |  |  |
|               |               |               |               |               |               |  |  |              |              |              |              |              |              |  |  |           |           |           |           |           |           |  |  |            |            |            |            |            |            |  |  |               |               |               |               |               |               |  |  |              |              |              |              |              |              |  |  |               |               |               |               |               |               |  |  |                   |                   |                   |                   |                   |                   |  |  |                   |                   |                   |                   |                   |                   |  |  |                   |                   |                   |                   |                   |                   |  |  |
|               |               |               |               |               |               |  |  |              |              |              |              |              |              |  |  |           |           |           |           |           |           |  |  |            |            |            |            |            |            |  |  |               |               |               |               |               |               |  |  |              |              |              |              |              |              |  |  |               |               |               |               |               |               |  |  |                   |                   |                   |                   |                   |                   |  |  |                   |                   |                   |                   |                   |                   |  |  |                   |                   |                   |                   |                   |                   |  |  |
| Catelyn Tully | Catelyn Tully | Catelyn Tully | Catelyn Tully | Catelyn Tully | Catelyn Tully |  |  | Eddard Stark | Eddard Stark | Eddard Stark | Eddard Stark | Eddard Stark | Eddard Stark |  |  | Jon Arryn | Jon Arryn | Jon Arryn | Jon Arryn | Jon Arryn | Jon Arryn |  |  | Lysa Tully | Lysa Tully | Lysa Tully | Lysa Tully | Lysa Tully | Lysa Tully |  |  | Petyr Baelish | Petyr Baelish | Petyr Baelish | Petyr Baelish | Petyr Baelish | Petyr Baelish |  |  | Edmure Tully | Edmure Tully | Edmure Tully | Edmure Tully | Edmure Tully | Edmure Tully |  |  | Roslin Frey   | Roslin Frey   | Roslin Frey   | Roslin Frey   | Roslin Frey   | Roslin Frey   |  |  | un fils non nommé | un fils non nommé | un fils non nommé | un fils non nommé | un fils non nommé | un fils non nommé |  |  | un fils non nommé | un fils non nommé | un fils non nommé | un fils non nommé | un fils non nommé | un fils non nommé |  |  | un fils non nommé | un fils non nommé | un fils non nommé | un fils non nommé | un fils non nommé | un fils non nommé |  |  |
| Catelyn Tully | Catelyn Tully | Catelyn Tully | Catelyn Tully | Catelyn Tully | Catelyn Tully |  |  | Eddard Stark | Eddard Stark | Eddard Stark | Eddard Stark | Eddard Stark | Eddard Stark |  |  | Jon Arryn | Jon Arryn | Jon Arryn | Jon Arryn | Jon Arryn | Jon Arryn |  |  | Lysa Tully | Lysa Tully | Lysa Tully | Lysa Tully | Lysa Tully | Lysa Tully |  |  | Petyr Baelish | Petyr Baelish | Petyr Baelish | Petyr Baelish | Petyr Baelish | Petyr Baelish |  |  | Edmure Tully | Edmure Tully | Edmure Tully | Edmure Tully | Edmure Tully | Edmure Tully |  |  | Roslin Frey   | Roslin Frey   | Roslin Frey   | Roslin Frey   | Roslin Frey   | Roslin Frey   |  |  | un fils non nommé | un fils non nommé | un fils non nommé | un fils non nommé | un fils non nommé | un fils non nommé |  |  | un fils non nommé | un fils non nommé | un fils non nommé | un fils non nommé | un fils non nommé | un fils non nommé |  |  | un fils non nommé | un fils non nommé | un fils non nommé | un fils non nommé | un fils non nommé | un fils non nommé |  |  |

#### Famille

##### Hoster Tully
Hoster Tully est le seigneur de la Maison Tully au début de la saga. Homme âgé et malade, il doit rester alité la plupart du temps. Son état de santé s'aggrave dans A Storm of Swords et il meurt. Selon les rituels propre aux Tully, son corps est livré à la rivière Ruffurque qui borde Vivesaigues dans une barge que son successeur doit enflammer d'une flèche. Son fils Edmure n'y arrivant pas malgré trois tentatives, c'est son cadet, Brynden Tully, qui intervient et fais mouche d'un premier coup, le corps de Lord Hoster allant reposer dans la Ruffurque auprès des précédents seigneurs du Conflans et membres de sa famille.

##### Brynden Tully
Brynden Tully, dit « le Silure », est le frère cadet d'Hoster Tully. Fâché avec son frère, il s'est mis au service de la Maison Arryn, puis accompagne sa nièce Catelyn quand celle-ci repart des Eyrié. Il commande ensuite les éclaireurs de l'armée de Robb Stark, dont il devient l'un des conseillers les plus précieux. Chargé de la défense de Vivesaigues juste avant les « Noces pourpres », il défend le château contre les Lannister jusqu'à l'arrivée de Jaime Lannister et, quand celui-ci négocie la reddition avec Edmure Tully, il s'échappe et disparaît dans la nature.

##### Catelyn Tully
Voir Catelyn Stark.

##### Lysa Tully
Voir Lysa Arryn.

##### Edmure Tully
Edmure Tully est le fils d'Hoster Tully. Jeune homme de bonne volonté mais trop naïf et impétueux, il est battu et fait prisonnier au début de la guerre avant d'être libéré quand Robb Stark bat l'armée de Jaime Lannister. Il prend au cours de la guerre quelques décisions malheureuses, succède à son père comme seigneur de la Maison Tully et accepte d'épouser Roslin Frey. Il est fait prisonnier par les Frey lors des « Noces pourpres » et menacé d'exécution mais Jaime Lannister négocie avec lui la reddition de Vivesaigues, et il est ensuite envoyé en otage à Castral Roc.

#### Maisonnée, alliés et bannerets
Les maisons vassales des Tully sont les Mallister, les Mouton (Mooton), les Darry, les Piper, les Vance, les Bracken, les Charlton, les Nerbosc (Blackwood), les Whent et les Frey.

##### Walder Frey
Walder Frey est le seigneur de la maison Frey, et sire des Jumeaux, forteresse imposante contrôlant l'isthme entre le nord et le sud du continent de Westeros. Âgé de plus de 90 ans, il est le chef d'une très nombreuse famille dont de nombreux membres portent son prénom. Il fut marié huit fois, et ses héritiers sont légion et attendent désespérément sa mort pour se partager son héritage. Il a de plus procréé un certain nombre de bâtards. Vassal des Tully, lorsque Eddard Stark est exécuté pour trahison à Port-Réal, il se rallie alors à son fils Robb quand celui-ci est nommé roi du Nord. Surnommé « Le Tardif » en raison de son attitude fréquemment attentiste lors des guerres, il engage cependant ses troupes aux côtés du jeune roi, lorsque ce dernier lui promet d'épouser l'une de ses filles. Mais lorsque Walder Frey apprend que Robb a rompu son serment en épousant Jeyne Ouestrelin, fille d'un baronnet de l'ouest, il engage secrètement des négociations avec les Lannister et Roose Bolton, qui épouse sa fille Walda la grosse contre la promesse d'une dot équivalente à son poids en or. Quand Robb Stark s'en retourne dans le nord afin de chasser les pirates Greyjoy qui ont profité de son absence pour fondre sur le pays, il doit présenter ses excuses au sire de Jumeaux et s'engage à marier son oncle Edmure Tully, seigneur de Vivesaigues, à Roslin Frey à sa place. Ces noces s’avèrent être en réalité un véritable traquenard. Soutenu par la promesse de pardon des Lannister, lord Walder fait assassiner la majeure partie des invités du mariage sans autre forme de procès, au mépris de toutes les lois de l'hospitalité, et non sans avoir éloigné ceux des siens qui se seraient opposés à cette félonie. Cet événement qui sera connu sous le nom de Noces pourpres signe la mort du jeune Robb Stark, de sa mère lady Catelyn Stark et de nombre de leurs fidèles.
Walder Frey prête alors allégeance aux Lannister et son second fils Emmon Frey reçoit Vivesaigues en récompense, ainsi que d'autres mariages avantageux pour sa descendance. Pour autant, sa légitimité n'est pas acceptée et une sorte de guérilla s'oppose à lui.

### Maison Tyrell

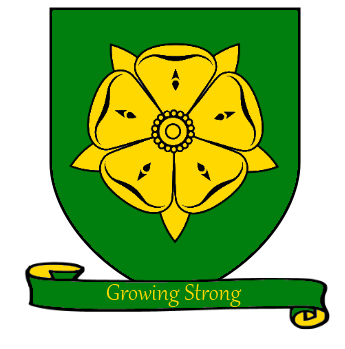
Blason de la Maison Tyrell.

La maison Tyrell est l'une des grandes maisons des Sept Couronnes et la maison suzeraine de la région du Bief (Reach). Elle a son siège à Hautjardin (Highgarden). Son blason est une rose d'or sur champ vert (« de sinople à la rose d'or », en héraldique classique) et sa devise est « Plus haut, plus fort » (« Growing Strong »). Les Tyrell devinrent les seigneurs du Bief après que le roi du Bief fut tué et que la maison royale des Targaryen eut établi les Tyrell, alors intendants du roi du Bief, seigneurs de Hautjardin. Leur arrivée au pouvoir est cependant contestée par plusieurs maisons plus puissantes, notamment la maison Florent. Les chefs de la maison Tyrell sont gouverneurs du Sud (Warden of the South) depuis. Les femmes de la maison Tyrell sont réputées pour être des leaders perspicaces et habiles. Les bâtards nés dans le Bief sont appelés « Flowers ». Ses principales maisons vassales sont les Ambrose, les Caswell, les Florent, les Hightower, les Redwyne, les du Rouvre, les Rowan et les Tarly.
|                |                |                |                |                |                |               |               |               |               |             |             |               |               |               |               | Luthor Tyrell | Luthor Tyrell | Luthor Tyrell | Luthor Tyrell | Luthor Tyrell     | Luthor Tyrell     |                   |                   | Olenna Redwyne    | Olenna Redwyne    | Olenna Redwyne   | Olenna Redwyne   | Olenna Redwyne   | Olenna Redwyne   |              |              |              |              |              |              |                 |                 |                 |                 |                 |                 |              |              |                 |                 |                 |                 |                 |                 |  |  |                   |  |  |  |
|                |                |                |                |                |                |               |               |               |               |             |             |               |               |               |               | Luthor Tyrell | Luthor Tyrell | Luthor Tyrell | Luthor Tyrell | Luthor Tyrell     | Luthor Tyrell     |                   |                   | Olenna Redwyne    | Olenna Redwyne    | Olenna Redwyne   | Olenna Redwyne   | Olenna Redwyne   | Olenna Redwyne   |              |              |              |              |              |              |                 |                 |                 |                 |                 |                 |              |              |                 |                 |                 |                 |                 |                 |  |  |                   |  |  |  |
|                |                |                |                |                |                |               |               |               |               |             |             |               |               |               |               |               |               |               |               |                   |                   |                   |                   |                   |                   |                  |                  |                  |                  |              |              |              |              |              |              |                 |                 |                 |                 |                 |                 |              |              |                 |                 |                 |                 |                 |                 |  |  |                   |  |  |  |
|                |                |                |                |                |                |               |               |               |               |             |             |               |               |               |               |               |               |               |               |                   |                   |                   |                   |                   |                   |                  |                  |                  |                  |              |              |              |              |              |              |                 |                 |                 |                 |                 |                 |              |              |                 |                 |                 |                 |                 |                 |  |  |                   |  |  |  |
| Paxter Redwyne | Paxter Redwyne | Paxter Redwyne | Paxter Redwyne | Paxter Redwyne | Paxter Redwyne |               |               | Mina Tyrell   | Mina Tyrell   | Mina Tyrell | Mina Tyrell | Mina Tyrell   | Mina Tyrell   |               |               | Mace Tyrell   | Mace Tyrell   | Mace Tyrell   | Mace Tyrell   | Mace Tyrell       | Mace Tyrell       |                   |                   | Alerie Hightower  | Alerie Hightower  | Alerie Hightower | Alerie Hightower | Alerie Hightower | Alerie Hightower |              |              | Janna Tyrell | Janna Tyrell | Janna Tyrell | Janna Tyrell | Janna Tyrell    | Janna Tyrell    |                 |                 | Jon Fossoway    | Jon Fossoway    | Jon Fossoway | Jon Fossoway | Jon Fossoway    | Jon Fossoway    |                 |                 |                 |                 |  |  |                   |  |  |  |
| Paxter Redwyne | Paxter Redwyne | Paxter Redwyne | Paxter Redwyne | Paxter Redwyne | Paxter Redwyne |               |               | Mina Tyrell   | Mina Tyrell   | Mina Tyrell | Mina Tyrell | Mina Tyrell   | Mina Tyrell   |               |               | Mace Tyrell   | Mace Tyrell   | Mace Tyrell   | Mace Tyrell   | Mace Tyrell       | Mace Tyrell       |                   |                   | Alerie Hightower  | Alerie Hightower  | Alerie Hightower | Alerie Hightower | Alerie Hightower | Alerie Hightower |              |              | Janna Tyrell | Janna Tyrell | Janna Tyrell | Janna Tyrell | Janna Tyrell    | Janna Tyrell    |                 |                 | Jon Fossoway    | Jon Fossoway    | Jon Fossoway | Jon Fossoway | Jon Fossoway    | Jon Fossoway    |                 |                 |                 |                 |  |  |                   |  |  |  |
|                |                |                |                |                |                |               |               |               |               |             |             |               |               |               |               |               |               |               |               |                   |                   |                   |                   |                   |                   |                  |                  |                  |                  |              |              |              |              |              |              |                 |                 |                 |                 |                 |                 |              |              |                 |                 |                 |                 |                 |                 |  |  | Joffrey Baratheon |  |  |  |
|                |                |                |                |                |                |               |               |               |               |             |             |               |               |               |               |               |               |               |               |                   |                   |                   |                   |                   |                   |                  |                  |                  |                  |              |              |              |              |              |              |                 |                 |                 |                 |                 |                 |              |              |                 |                 |                 |                 |                 |                 |  |  |                   |  |  |  |
|                |                |                |                | Willas Tyrell  | Willas Tyrell  | Willas Tyrell | Willas Tyrell | Willas Tyrell | Willas Tyrell |             |             | Garlan Tyrell | Garlan Tyrell | Garlan Tyrell | Garlan Tyrell | Garlan Tyrell | Garlan Tyrell |               |               | Leonette Fossoway | Leonette Fossoway | Leonette Fossoway | Leonette Fossoway | Leonette Fossoway | Leonette Fossoway |                  |                  | Loras Tyrell     | Loras Tyrell     | Loras Tyrell | Loras Tyrell | Loras Tyrell | Loras Tyrell |              |              | Renly Baratheon | Renly Baratheon | Renly Baratheon | Renly Baratheon | Renly Baratheon | Renly Baratheon |              |              | Margaery Tyrell | Margaery Tyrell | Margaery Tyrell | Margaery Tyrell | Margaery Tyrell | Margaery Tyrell |  |  |                   |  |  |  |
|                |                |                |                | Willas Tyrell  | Willas Tyrell  | Willas Tyrell | Willas Tyrell | Willas Tyrell | Willas Tyrell |             |             | Garlan Tyrell | Garlan Tyrell | Garlan Tyrell | Garlan Tyrell | Garlan Tyrell | Garlan Tyrell |               |               | Leonette Fossoway | Leonette Fossoway | Leonette Fossoway | Leonette Fossoway | Leonette Fossoway | Leonette Fossoway |                  |                  | Loras Tyrell     | Loras Tyrell     | Loras Tyrell | Loras Tyrell | Loras Tyrell | Loras Tyrell |              |              | Renly Baratheon | Renly Baratheon | Renly Baratheon | Renly Baratheon | Renly Baratheon | Renly Baratheon |              |              | Margaery Tyrell | Margaery Tyrell | Margaery Tyrell | Margaery Tyrell | Margaery Tyrell | Margaery Tyrell |  |  |                   |  |  |  |
|                |                |                |                |                |                |               |               |               |               |             |             |               |               |               |               |               |               |               |               |                   |                   |                   |                   |                   |                   |                  |                  |                  |                  |              |              |              |              |              |              |                 |                 |                 |                 |                 |                 |              |              |                 |                 |                 |                 |                 |                 |  |  | Tommen Baratheon  |  |  |  |
|                |                |                |                |                |                |               |               |               |               |             |             |               |               |               |               |               |               |               |               |                   |                   |                   |                   |                   |                   |                  |                  |                  |                  |              |              |              |              |              |              |                 |                 |                 |                 |                 |                 |              |              |                 |                 |                 |                 |                 |                 |  |  |                   |  |  |  |

#### Famille

##### Mace Tyrell
Mace Tyrell est le seigneur de la Maison Tyrell. Il se rallie tout d'abord à Renly Baratheon puis, après la mort de celui-ci, il fait alliance avec la Maison Lannister. Après la bataille de la Nera, il entre au Conseil royal. Sa fille, Margaery, est accusée d'adultère peu après son mariage avec Tommen Lannister. Il exige alors un procès pour l'innocenter. Il apprend avec Kevan Lannister et lord Randyll que Jon Connington est en compagnie d'un Targaryen, et qu'ils veulent s'emparer d'Accalmie et reprendre le trône de fer, et que Daenerys est reine de Meereen et qu'elle va certainement revendiquer ses droits légitimes.

##### Margaery Tyrell
Margaery Tyrell est la fille de Mace Tyrell. Elle épouse Renly Baratheon, puis est promise à Joffrey Baratheon après la mort de Renly. Veuve une deuxième fois, elle épouse alors le jeune Tommen Baratheon, dans A Feast for Crows, mais Cersei Lannister intrigue contre elle car elle jalouse son influence sur son fils. Elle est arrêtée pour adultère à la suite de faux témoignages et est emprisonnée.

##### Loras Tyrell
Loras Tyrell, dit « le Chevalier des fleurs », est le plus jeune fils de Mace Tyrell. Sa beauté et sa virtuosité à la lance en font l'un des jeunes chevaliers les plus en vue des Sept Couronnes. Après la mort de Robert Baratheon, il rejoint la garde personnelle du frère de ce dernier, Renly, et des soupçons courent sur une relation homosexuelle entre eux (l'homosexualité de Loras et sa relation avec Renly seront plus tard confirmés par George R. R. Martin dans une interview). À la mort de Renly, Loras, fou de douleur, tue deux de ses pairs qu'il considère comme responsables. Plus tard, il participe à la bataille de la Nera et est récompensé de ses prouesses en intégrant la Garde royale. Cersei, qui s'inquiète de son influence sur son jeune fils Tommen, cherche à l'éloigner et l'envoie diriger le siège de Peyredragon. Loras s'empare de la forteresse mais est gravement blessé et défiguré par de l'huile bouillante versée sur son visage lors de l'assaut.

##### Olenna Tyrell
Olenna Tyrell, surnommée la « Reine des épines », est la mère de Mace Tyrell. Cette vieille femme, rusée et à la langue acérée, a encore beaucoup d'influence sur son fils et est très protectrice envers sa petite-fille Margaery. Consciente de la cruauté de Joffrey Baratheon, elle le fait empoisonner avec l'aide de Littlefinger pour qu'il ne fasse pas du mal à Margaery.

##### Garlan Tyrell
Garlan Tyrell est le deuxième fils de Mace Tyrell. Surnommé « le Preux », c'est un excellent épéiste.

##### Willos Tyrell
Willos Tyrell est le fils aîné de Mace Tyrell. Très intelligent, il a eu la jambe estropiée lors d'une joute contre Oberyn Martell.

#### Maisonnée, alliés et bannerets
Les maisons vassales des Tyrrell sont les Caswell, les Florent, les Fossovoie (Fossoway), les Hightower, les Merryweather, les Mullendore, les du Rouvre (Oakheart), les Redwyne, les Rowan, les Tarly et les Cendregué (Ashford).

##### Randyll Tarly
Randyll Tarly est l'un des vassaux les plus puissants de la Maison Tyrell. Homme très dur, qui envoie son fils Samwell à la Garde de Nuit car il le juge indigne de lui succéder. C'est aussi un excellent chef de guerre.

### Peuple de Westeros

#### Membres de la Cour et officiels

##### Varys
Varys, surnommé l'araignée, est un eunuque. Il est le « Maître des chuchoteurs » (maître espion) du royaume des Sept Couronnes et membre du conseil restreint. C'est un maître du secret dont les motivations restent obscures. Il prétend travailler pour le bien du royaume, même si on sait qu'il est en contact avec Illyrio Mopatis et a pris plusieurs mesures afin d'assurer la sécurité de Daenerys Targaryen. Il tente de conseiller Eddard Stark mais celui-ci se méfie et ne l'écoute pas. Il devient ensuite un des principaux interlocuteurs de Tyrion Lannister ainsi que son allié à plusieurs reprises, tout en poursuivant ses propres objectifs. Tyrion est ainsi l'une des rares personnes à savoir que Varys a été émasculé enfant afin que ses attributs servent dans un rituel de magie noire. Plus tard, son témoignage, sur la base de ses rapports d'espionnage, dans le procès de Tyrion pour le meurtre de Joffrey Baratheon, est accablant. Pour autant, il fait de nouveau preuve de son ambiguïté en aidant Jaime Lannister à faire évader Tyrion des cachots de la citadelle de Port-Réal. Il disparaît sans que personne sache où il est allé après que Tyrion a tué Tywin Lannister. On apprend bien plus tard qu'il a sauvé Aegon Targaryen avec l'aide de Jon Connington. Il tue le mestre Pycelle puis Kevan Lannister avec une arbalète et lui avoue qu'Aegon Targaryen est bien vivant avant de s'enfuir.

##### Barristan Selmy
Ser Barristan Selmy, surnommé « le Hardi », est, au début de la saga, le Lord Commandant de la Garde royale. Âgé d'une soixantaine d'années, il demeure un formidable combattant et est réputé pour ses valeurs chevaleresques. Après la mort de Robert Baratheon, il est démis de ses fonctions par Joffrey et quitte alors Westeros. Sous l'identité d'Arstan Barbe-Blanche, il retrouve Daenerys Targaryen lorsque celle-ci est à Qarth et se met à son service après l'avoir sauvée d'une tentative d'assassinat. Il se heurte à la méfiance de Jorah Mormont qui finit par découvrir sa véritable identité. Les explications de Barristan et son attitude humble lui valent le pardon de Daenerys, qui le nomme commandant de sa garde personnelle. Il est également son conseiller, et lorsqu'elle disparaît sur le dos de Drogon, Barristan apprend par Skahaz Crâne-ras qu'on voulait l'empoisonner. Il demande à Quentyn Martell et ses amis de repartir chez eux. Il décide d'aller voir Hizdahr pour savoir si c'est lui qui voulait tuer Daenerys, et emprisonne le roi en attendant d'avoir des preuves et faire un procès. Il siège parmi des conseillers tel que Skahaz Crâne-ras, un représentant des « fils de la mère », un commandant des « Frères libres », Ver Gris pour les « Immaculés », deux mercenaires des « Corbeaux Tornade » et un dothraki. Il prend les décisions en attendant le retour de Daenerys, et voit qu'il n'a pas d'autre choix que de déclarer la guerre aux Yunkaïis. Il demande à Archibald Ferboys et Gerris Boisleau de se joindre à lui pour la bataille.

##### Shae
Shae est une prostituée que Tyrion Lannister prend à son service personnel et qu'il emmène à Port-Réal quand il est envoyé par son père Tywin Lannister occuper la fonction de Main du roi. Tyrion s'attache de plus en plus à elle, en tombe amoureux et finit par lui trouver un poste de camériste à la Cour. Néanmoins, durant le procès de Tyrion qui est accusé d'avoir assassiné Joffrey Baratheon, Shae témoigne contre lui. Quand Tyrion est libéré de sa cellule, il parcourt les passages secrets du Donjon rouge et découvre Shae, nue, dans la chambre de son père ; il l'étrangle.

##### Pycelle
Grand Mestre Pycelle, âgé de plus de 80 ans au début de la saga, est le Grand Mestre du royaume des Sept Couronnes. Fidèle serviteur de la Maison Lannister et de Cersei en particulier, il a contribué à la guerre contre les Targaryen en ouvrant les portes de Port-Réal. Tyrion découvre cette allégeance à la reine : il lui fait couper sa longue barbe et le met en prison quelque temps. Il retrouve son poste après la bataille de la Nera et reprend son rôle de conseiller de Cersei mais celle-ci n'a plus confiance en lui et le met à l'écart dans A Feast for Crows. À la suite de l'arrestation de Cersei, il propose la régence du royaume à Kevan Lannister. Il meurt assassiné par Varys.

##### Qyburn
Qyburn est un ancien mestre qui a été déchu de sa fonction pour avoir pratiqué la nécromancie. Il s'est engagé dans la compagnie mercenaire des Braves Compaings et, dans A Storm of Swords, il soigne Jaime Lannister après que celui-ci a eu la main tranchée. Il l'accompagne à Port-Réal et passe au service de Cersei, qui le nomme « Maître des Chuchoteurs » pour remplacer Varys. Qyburn se livre également à des expériences de magie noire sur le corps de Gregor Clegane.

##### Syrio Forel
Syrio Forel est un maître d'armes originaire de la Cité libre de Braavos. Il est engagé à Port-Réal par Eddard Stark pour donner des leçons d'escrime à sa fille Arya, à qui il apprend les techniques du « danseur d'eau ». Quand la reine Cersei ordonne de faire arrêter tous les Stark, Syrio permet à Arya de s'enfuir en tuant ou blessant 5 gardes alors qu'il est armé d'une simple latte de bois. Mais il finit par être (probablement) tué par Meryn Trant, un chevalier de la Garde Royale.

##### Arys du Rouvre
Arys du Rouvre est un chevalier de la Garde Royale qui accompagne la princesse Myrcella à Dorne. Il est séduit par Arianne Martell, qui le persuade d'entrer dans sa conspiration pour faire couronner Myrcella. Quand Arianne et ses acolytes sont arrêtés, Arys du Rouvre est tué par Areo Hotah.

#### Autres

##### Brienne de Torth

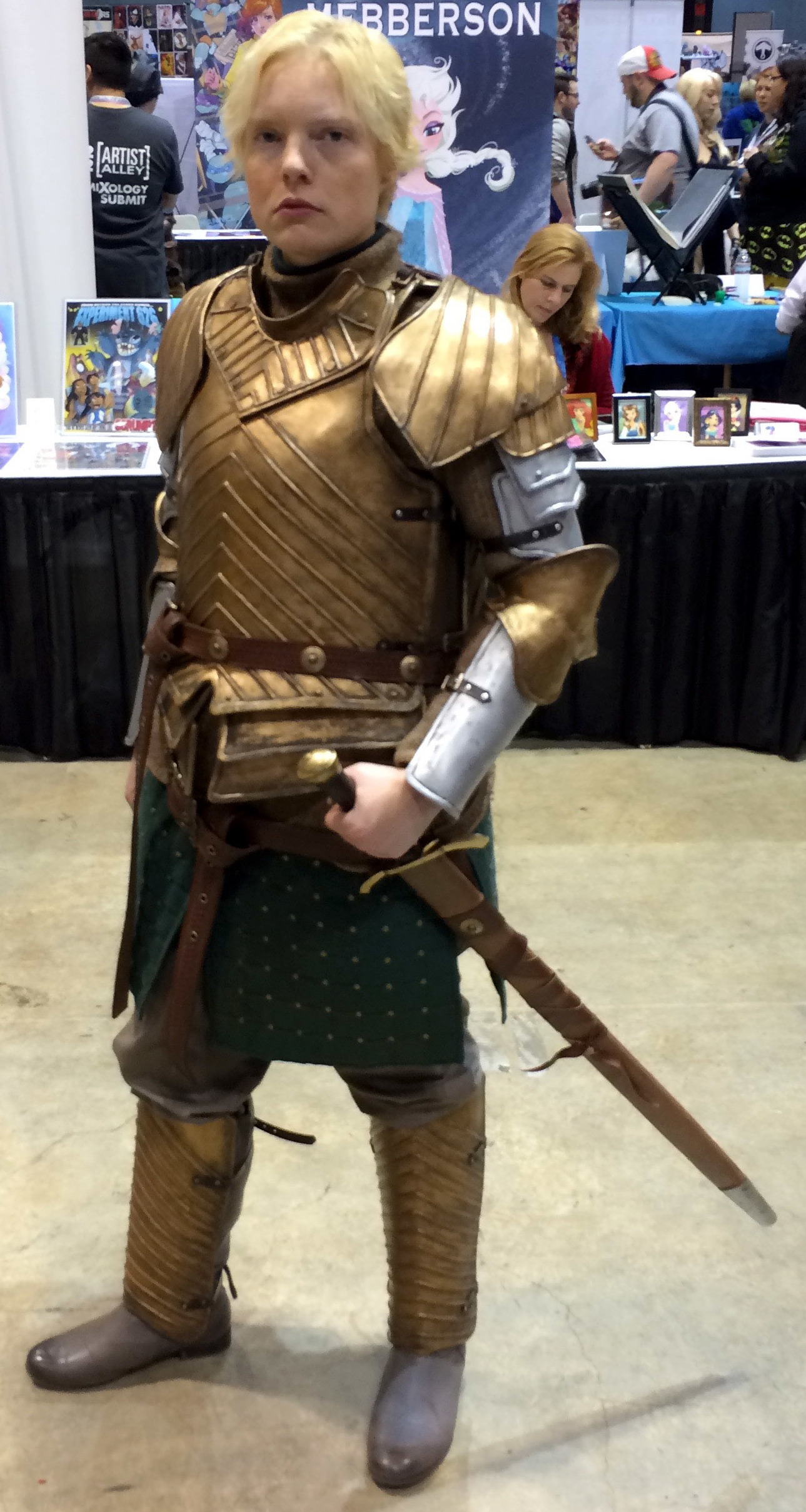
Cosplay de Brienne de Torth.

Brienne de Torth, fille d'un seigneur vassal des Baratheon, est une jeune femme au physique ingrat et à la stature impressionnante. Rêvant de devenir chevalier, elle apprend très jeune le maniement des armes et, grâce à sa victoire dans une mêlée, devient membre de la garde personnelle de Renly Baratheon, dont elle est secrètement amoureuse. Mais, quand celui-ci est assassiné en sa présence, elle est accusée à tort de l'avoir tué et doit s'enfuir avec Catelyn Stark. Brienne finit par entrer au service de Catelyn, qui la charge d'escorter Jaime Lannister jusqu'à Port-Réal afin qu'on libère ses filles en échange. Malgré sa répugnance pour Jaime, Brienne tente de s'acquitter au mieux de sa tâche mais tous deux sont finalement capturés sur le trajet par la compagnie mercenaire des Braves Compaings et emmenés à Harrenhal. Jaime la sauve d'un viol collectif et lui raconte comment il en est venu à tuer le roi Aerys et elle commence alors à le voir différemment. Quand Jaime est libéré par Roose Bolton et qu'elle-même reste prisonnière, Jaime revient la chercher, lui sauvant la vie. Ils arrivent finalement à Port-Réal et Jaime la charge alors de la mission de retrouver Sansa et Arya. Dans A Feast for Crows, Brienne entreprend alors un long périple sur les routes des Sept Couronnes, en compagnie de Podrick Payne, et, après avoir vécu diverses aventures, croise le chemin de deux membres des Braves Compaings. Elle en tue un mais est gravement blessée par l'autre avant d'être sauvée par Gendry. Désormais prisonnière de la Fraternité sans Bannières et soignée par Thoros de Myr, elle rencontre leur chef, Lady Cœurdepierre, en qui elle reconnaît Catelyn Stark. Accusée de trahison envers elle, Brienne est condamnée à la pendaison et, au moment de son exécution, crie un mot. Dans les Dragons de Meereen, Brienne rejoint Jaime et lui annonce qu'elle a retrouvé Sansa. Il doit l'accompagner seul pour aller la voir.

##### Gendry
Gendry est un jeune apprenti forgeron de Port-Réal qui est, sans le savoir, l'un des bâtards de Robert Baratheon. Craignant pour sa vie, Varys le fait recruter par la Garde de Nuit et Gendry fait partie du groupe qui voyage vers le nord sous la direction de Yoren. Dans A Clash of Kings, il fait la connaissance d'Arya Stark, qui voyage sous une fausse identité, et fait partie des rares survivants quand le groupe est décimé par des hommes d'armes des Lannister. Arya et Gendry sont capturés et envoyés à Harrenhal jusqu'à ce qu'Arya, qui lui a dévoilé son identité, le persuade de s'échapper avec elle. Dans A Storm of Swords, Gendry décide de rejoindre la « Fraternité sans bannières » quand celle-ci met la main sur eux et il se convertit au culte de R'hllor.

##### Béric Dondarrion
Béric Dondarrion est le seigneur d'une Maison mineure du sud de Westeros qui est envoyé par Eddard Stark capturer Gregor Clegane à la tête d'une petite troupe lorsque ce dernier s'adonne au pillage dans le Conflans. Mais la troupe tombe dans une embuscade et il fonde alors, avec Thoros de Myr et quelques autre survivants, un groupe de hors-la-loi appelé la « Fraternité sans bannières » qui défend le petit peuple et livre une guérilla aux troupes des Lannister. Des témoins oculaires affirment plusieurs fois qu'il a été tué mais il s'avère que Thoros de Myr, investi des pouvoirs de son dieu R'hllor, le ramène à la vie à chaque fois. Cependant, il revient à chaque fois avec une apparence de plus en plus cadavérique et ayant de moins en moins de souvenirs de sa vie passée. Il combat notamment Sandor Clegane en duel, est une fois de plus tué et ressuscité. Après les Noces pourpres, il trouve le corps de Catelyn Stark et la ramène lui-même à la vie, perdant définitivement la sienne par la même occasion.

##### Thoros de Myr
Thoros de Myr est un prêtre de R'hllor qui a été envoyé à la cour des Sept Couronnes pour y répandre cette religion. Malgré son échec dans cette mission, il s'est lié d'amitié avec Robert Baratheon et s'est joint au groupe de Béric Dondarrion, la Fraternité sans bannières, après la mort du roi. S'étant miraculeusement découvert des pouvoirs lui provenant de son dieu, il ressuscite plusieurs fois Béric Dondarrion, et continue à servir la Fraternité après la mort définitive de celui-ci.

##### Gerris Boisleau
Gerris Boisleau, est un chevalier qui accompagne Quentyn Martell pour que le prince épouse Daenerys. Il aide Quentyn à libérer un dragon pour qu'il puisse aller chercher Daenerys mais Quentyn est atrocement brûlé. Il se fait alors emprisonner avec Archibald Ferboys pour trahison. Ser Barristan leur demande d'être à son service pour faire la guerre contre Yunkaïi, à la suite de quoi ils pourront rentrer chez eux avec les os du prince à Lancehélion.

##### Jon Connington
Jon Connington était la Main du roi Aerys Targaryen ainsi qu'un ami proche de Rhaegar Targaryen à l'époque de la rébellion de Robert Baratheon. Vaincu par ce dernier lors d'une bataille, Connington fut disgracié par Aerys et prit le chemin de l'exil. Il fait son apparition dans la saga dans A Dance with Dragons, se faisant passer pour un mercenaire sous le pseudonyme de Griff. Il travaille avec Varys et Illyrio Mopatis, lequel le charge d'aller trouver Daenerys Targaryen avec la Compagnie Dorée, fameuse compagnie de mercenaires. En cours de route, il est atteint de la lèpre grise en sauvant Tyrion de la noyade. Tyrion découvre aussi l'identité de Connington et celle du jeune homme qu'il fait passer pour son fils et qui n'est autre que le prince Aegon Targaryen qui passait pour mort. Il change alors d'avis et emmène la Compagnie Dorée à Westeros, où il reprend son château et ses biens à Cap de l'Ire. Il fait envoyer une lettre à Doran Martell lui annonçant qu'Aegon, le fils de sa fille Elia, n'est pas mort pour ainsi avoir des alliés et pouvoir reprendre le trône de fer pour Aegon. Il compte prendre Accalmie mais cette fois-ci le jeune Targaryen veut participer à la bataille.

### Peuple d'Essos

#### Dothrakis

##### Khal Drogo
Khal Drogo est un seigneur de guerre du peuple Dothraki, des cavaliers nomades vivant sur le continent oriental. Il épouse Daenerys Targaryen en échange de la promesse d'aider son frère Viserys à reconquérir les Sept Couronnes. Daenerys, d'abord effrayée par l'aspect barbare de son mari, apprend à l'aimer quand celui-ci se révèle être plus prévenant que son apparence ne le laissait supposer. Drogo tue peu après Viserys, quand celui-ci profane la cité sacrée des Dothrakis, en lui versant une couronne d'or en fusion sur la tête. Peu après, lors d'une bataille remportée contre un autre clan Dothraki, Drogo est blessé. Sa blessure s'infecte et son état de santé se détériore rapidement, d'autant qu'il ne respecte pas les soins et conseils prodigués, arrachant son pansement et abusant de l'alcool. Après qu'une tentative de le sauver à l'aide de magie noire l'eut ramené du seuil de la mort dans un état catatonique, Daenerys finit par l'étouffer avec un oreiller.

#### Autres

##### Jaqen H'ghar
Jaqen H'ghar est l'un des trois hommes enfermés dans une cage à qui Arya Stark sauve la vie lorsque la troupe de Yoren est attaquée. Plus tard, il la retrouve à Harrenhal et lui explique qu'il lui doit trois vies car elle a sauvé la sienne et celle des deux autres prisonniers. Arya lui donne le nom de deux de ses persécuteurs, qui meurent peu après dans d'étranges circonstances. Au lieu de lui donner un dernier nom, elle ruse pour l'obliger à faire évader des prisonniers d'Harrenhal. Jaqen, sa dette acquittée, quitte Arya, changeant de visage devant elle et lui donnant une pièce pour le cas où elle voudrait le retrouver. Dans A Feast for Crows, un homme ayant exactement la même véritable apparence que lui tue un mestre novice nommé Pat et prend son identité.

##### Illyrio Mopatis
Illyrio Mopatis est un très riche marchand de la Cité libre de Pentos. Il donne l'asile à Viserys et Daenerys Targaryen et c'est à son instigation que celle-ci est mariée à Khal Drogo. Il est également en contact étroit avec Varys, à qui il fournit de l'argent et des espions. Plus tard, il envoie Barristan Selmy rejoindre Daenerys dans le but de la protéger et de la ramener à Pentos. Quand Tyrion Lannister s'enfuit pour les cités libres, il l'accueille et décide de l'envoyer auprès de Daenerys pour l'aider.

##### Sol
Sol est une naine qui est accompagnée de ses animaux de numéro de joute, Croque le chien et Jolie cochonne. Elle a perdu son frère qui a été décapité et est orpheline. Elle suit Tyrion Lannister et ser Jorah Mormont sur le navire qui les emmène à Meereen. Lorsqu'il fait naufrage, elle devient l'esclave d'un riche Yunkaïi avec Tyrion et Jorah, et elle doit monter un numéro de joutes avec Tyrion pour sa distraction. Tyrion les fait s'échapper et les emmène auprès du chef mercenaire Brun Ben Prünh avec qui il conclut un marché.

##### Moqorro
Moqorro est un prêtre rouge au service du dieu R'hllor, tout comme Mélisandre. Il est sur le bateau qui a fait naufrage avec Tyrion Lannister, ser Jorah Mormont et Sol. Il survit et se fait repêcher par Victarion Greyjoy qui va en direction de Meereen pour épouser Daenerys.

### Le Mur et au-delà

#### La Garde de Nuit

Blason de la Garde de Nuit.

La Garde de Nuit, aussi connue comme étant La Garde, est un ordre dont la mission est de défendre le Mur, la grande forteresse qui sert de frontière au nord des Sept Couronnes, et de protéger les Sept Royaumes de ce qui existe au-delà du Mur. La fondation de la Garde date de l'Âge des Héros, quand les Autres ont été bannis.

##### Jeor Mormont
Jeor Mormont, surnommé le « Vieil Ours », est le Lord Commandant de la Garde de Nuit, des combattants ayant juré de défendre le Mur, au nord de Westeros, contre les sauvageons qui vivent au Nord et les mystérieux Autres, des créatures dont on ne connaît même pas l'apparence. Lorsque Jon Snow, le bâtard d'Eddard Stark rejoint la Garde de Nuit, Mormont le prend sous son aile. Après que Jon lui a sauvé la vie, Jeor lui confie Grand-Griffe, l'épée ancestrale de sa famille, que son fils Jorah a abandonné avant de fuir pour les cités libres. Il conduit ensuite une expédition au-delà du Mur mais celle-ci est décimée par une attaque des Autres. Dans A Storm of Swords, alors qu'il tente de regagner Châteaunoir avec ce qui reste de son expédition, Jeor est assassiné par l'un de ses patrouilleurs à la suite d'une mutinerie, et c'est son protégé Jon qui est élu à son poste de Lord Commandant.

##### Samwell Tarly
Samwell Tarly est le fils aîné de Randyll Tarly. Son père, honteux de sa couardise et de son obésité, l'oblige à entrer dans la Garde de Nuit. Samwell y fait la connaissance de Jon Snow, dont il devient le meilleur ami. Grâce à sa grande intelligence et aux recommandations de Jon, il devient l'assistant de Mestre Aemon. Il fait ensuite partie de l'expédition de la Garde au-delà du Mur et échappe avec une poignée de survivants au massacre de l'expédition par les Autres. Lors du repli des survivants vers Châteaunoir, il réussit à tuer un Autre avec une dague en obsidienne, découvrant ainsi leur vulnérabilité. Après la mort du Lord Commandant Mormont, Samwell part vers le Mur avec la sauvageonne Vère et son bébé et tous deux sont sauvés d'une mort certaine par un être mystérieux surnommé « Mains-Froides ». Celui-ci envoie Samwell aider Bran Stark à passer au nord du Mur et lui fait jurer le secret sur cette rencontre. Samwell, toujours accompagné de Vère, finit par arriver à Châteaunoir et aide Jon Snow à être élu Lord Commandant. Une fois Jon élu, celui-ci envoie Samwell accompagner Mestre Aemon dans son voyage maritime jusqu'à Villevieille, afin qu'il soit formé à devenir lui-même un mestre et pouvoir prendre la succession d'Aemon. Mais Mestre Aemon est de plus en plus malade et ils sont obligés de faire une escale prolongée à Braavos, où Samwell apprend des informations concernant Daenerys Targaryen et ses dragons. Avant de mourir, Aemon lui confie la tâche d'informer les Archimestres de Villevieille de ce qu'il a appris et Samwell raconte tout ce qu'il sait à l'Archimestre Marwyn, qui s'empresse d'embarquer pour trouver Daenerys et confie Samwell, qui s'apprête désormais à commencer ses études pour devenir mestre, aux bons soins de son assistant, Alleras.

##### Mestre Aemon
Mestre Aemon est le mestre attaché au service de la Garde de Nuit. Aveugle et âgé de cent ans, son esprit demeure très vif et il donne des conseils avisés à Jon Snow, à qui il révèle qu'il fait partie de la Maison Targaryen (il a même refusé le trône il y a plusieurs décennies) mais que son devoir envers la Garde passe avant sa famille. Après la mort de Jeor Mormont, mestre Aemon favorise indirectement l'élection de Jon Snow en tant que nouveau Lord Commandant. Jon décide ensuite d'envoyer mestre Aemon à Villevieille avec Samwell Tarly mais le voyage en bateau est un rude coup pour la santé du vieil homme. Gravement malade, il entend les rumeurs qui proviennent de l'est au sujet de Daenerys et de ses dragons et charge Samwell d'en informer le Conseil des mestres. Il meurt peu après.

##### Yoren
Yoren est un recruteur vétéran de la Garde de Nuit qui récupère Arya Stark après la mort de son père Eddard. Il lui donne des vêtements de garçon, lui coupe les cheveux et la camoufle parmi la troupe de recrues qu'il ramène vers le Mur. Mais la troupe de Yoren finit par être attaquée par des soldats au service des Lannister et Yoren trouve la mort au cours du combat contre ceux-ci.

##### Qhorin Mimain
Qhorin Mimain est un officier patrouilleur de la Garde de Nuit que Lord Mormont charge de découvrir où sont rassemblés les Sauvageons dans A Clash of Kings. Il emmène Jon Snow avec lui et son groupe réduit d'éclaireurs et, après avoir rempli sa mission de reconnaissance, son groupe est pris en chasse par les Sauvageons. Lui et Jon Snow finissent par se retrouver les deux seuls survivants de l'expédition et sont piégés dans une grotte par une vingtaine de Sauvageons. Voyant qu'il n'y a pas d'autre issue possible, Mimain fait jurer à Jon Snow de faire semblant de se rallier aux Sauvageons et provoque un combat entre eux deux, obligeant Jon Snow à le tuer, pour qu'il soit accepté parmi eux.

##### Janos Slynt
Janos Slynt, Commandant du Guet (Commander of the City Watch), est chargé de la protection de Port-Réal. Il est décrit comme ayant une « tête de grenouille ». Il trahit Lord Stark lorsque celui-ci tente d'arrêter Cersei et Joffrey pour l'usurpation du Trône de fer. Comme Ser Meryn, il obéit aveuglément aux ordres du nouveau roi, y compris celui de l'assassinat controversé de tous les bâtards de Robert Baratheon. En récompense de son forfait, Slynt est nommé membre du Conseil restreint du roi ; il est aussi anobli et élevé à la dignité de Sire d'Harrenhal, ce qui est contesté par Tywin Lannister, compte tenu des origines roturières de Slynt. Lorsque Tyrion Lannister est nommé Main du roi, l'une de ses premières décisions est de révoquer Slynt de sa fonction de Commandant du Guet. En effet, Tyrion a été ulcéré de constater la joie avec laquelle Slynt avait exécuté les bâtards de feu Robert Baratheon, signe d'un sens pervers de la loyauté, et craint la fidélité excessive de Slynt à l'égard de Cersei. Tyrion, avec l'accord de Tywin Lannister, se débarrasse de Slynt et l'envoie rejoindre la Garde de Nuit. Slynt est remplacé à la tête du Guet par Ser Jacelyn. Par la suite, dans A Storm of Swords, Slynt est arrivé au Mur et se lie avec Alliser Thorne (maître d'armes de la Garde). Lorsque Jon Snow prépare une expédition pour aller tuer les mutins du manoir de Craster, il conseille à Alliser Thorne de soutenir le projet, espérant que Jon y perdra la vie. Il se cache pendant l'assaut des sauvageons contre le Mur, mais est trouvé par Sam. Ils accusent Jon Snow de trahison et de forfaiture, expliquant que celui-ci avait trahi ses camarades lors de l'expédition chez les sauvageons et qu'il avait violé ses vœux en ayant une aventure avec la sauvageonne Ygrid. Jon est incarcéré et ne doit la vie sauve que grâce à l'intercession de Mestre Aemon. Lorsque le vieux Lord Commandant Jeor Mormont décède et que des élections ont lieu pour choisir son successeur, Slynt présente sa candidature, expliquant qu'il est un ami de la Maison Lannister et que les Lannister n'enverront des renforts au Mur que s'il est élu Lord Commandant. Pour sa part Stannis Baratheon conteste que Slynt puisse devenir Lord Commandant de la Garde de Nuit, et l'accuse d'être un homme totalement corrompu. Aucun candidat ne recueillant la majorité prévue, face à ce blocage, Samwell Tarly propose la candidature de Jon Snow, qui est élu Lord Commandant à la surprise de tous (y compris de celle de Janos Slynt). Dans A Dance with Dragons, Slynt refuse l'autorité du nouveau Lord-commandant, estimant que le jeune âge de Jon Snow ne lui confère pas la légitimité pour diriger la Garde de Nuit. Snow fait taire sa haine à l'égard de Slynt (qui avait trahi son père et avait tenté de le faire exécuter) et lui ordonne de prendre la tête d'une escouade pour rouvrir un fort de surveillance le long du Mur. Le but de Snow est de profiter de l'expérience de Slynt, redoutable meneur d'hommes, mais aussi de le séparer de son acolyte Alliser Thorne. Slynt refuse de quitter Chateaunoir et de diriger l'escouade. Jon lui donne une nuit pour réfléchir et changer d'avis. Le lendemain, Slynt maintient fermement son refus et défie publiquement Jon Snow. Celui-ci ordonne alors l'arrestation de Slynt et procède dans la minute qui suit à son exécution : il ordonne à ses compagnons de pendre Slynt ; puis changeant d'avis, il décide de faire subir à Slynt le sort des déserteurs et des personnes coupables d'insubordination. Slynt est décapité des propres mains de Snow. Aucun des autres membres de la Garde de Nuit n'a pris la défense de Slynt.

#### Sauvageons

##### Mance Rayder
Mance Rayder est un ancien membre de la Garde de Nuit qui, fatigué par la discipline exigée par cet ordre, a déserté et a rejoint les Sauvageons d'au-delà du Mur, finissant par devenir leur chef après plusieurs années. Dans A Storm of Swords, il rassemble tout son peuple afin d'attaquer le Mur, dans le but d'échapper aux Autres. Il rencontre Jon Snow et, convaincu par ses arguments, l'accepte parmi les siens. Mais l'attaque qu'il dirige contre Châteaunoir est repoussée, en grande partie grâce à Jon Snow, et il s'apprête à négocier avec lui le passage de son peuple de l'autre côté du Mur lorsque l'armée de Stannis Baratheon survient et écrase ses forces. Mance Rayder est capturé lors de la bataille et mis en détention à Châteaunoir. Stannis l'exécute, mais il n'est en fait pas mort, Mélisandre lui ayant donné l'apparence de Clinquefrac et inversement (il porte un bijou rouge autour de son poignet pour montrer qu'il est lié à Mélisandre). Elle l'envoie ensuite sauver la sœur de Jon Snow, Arya.

##### Ygrid
Ygrid est une jeune sauvageonne vivant au-delà du Mur. Elle est capturée par Jon Snow dans A Clash of Kings mais Jon ne peut se résoudre à la tuer et la laisse s'enfuir. Plus tard, elle fait partie du groupe de Sauvageons qui capture Jon et elle persuade son chef de ne pas l'exécuter mais de le conduire à Mance Rayder. Amoureuse de Jon, elle lui fait des avances que celui-ci repousse jusqu'au jour où, alors qu'il est accusé de traîtrise par Mance Rayder, elle le sauve à nouveau en prétendant qu'ils couchent ensemble. Ils deviennent alors réellement amants mais Jon, malgré son affection pour Ygrid, finit par quitter les Sauvageons pour respecter ses vœux envers la Garde de Nuit. Elle fait partie du premier groupe de Sauvageons qui attaque Châteaunoir. Durant la bataille, elle hésite quelques instants à tuer Jon, sur qui elle pointe son arc bandé, mais reçoit une flèche avant d'avoir pu tirer. Elle meurt dans les bras de Jon, qui lui offre une sépulture au nord du mur le lendemain matin.

### Les dragons
Ilyrio offre à Daenerys Targaryen trois œufs de dragon. Lorsque la dépouille de son mari Khal Drogo est consumée sur le bûcher funéraire, elle place elle-même ses œufs de dragons autour d'elle au milieu des flammes. Les œufs éclosent, libérant trois dragonnets que Daenerys, les cheveux consumés par le brasier mais indemne, baptise Drogon, Viserion et Rhaegal.
Elle échange l'un de ses dragons contre l'intégralité des Immaculés de la cité d'Astapor, mais une fois les guerriers acquis, elle fait passer au fil de l'épée tous les esclavagistes de la ville et récupère son dragon.
Ses dragons ont grandi au point qu'elle peut presque les monter. Mais, comme elle n'a pas eu le temps de s'occuper d'eux, ils deviennent complètement sauvages. Elle fait enfermer Viserion et Rhaegal pour ne plus qu'ils tuent et brûlent. Mais Drogon s'enfuit vers la mer Dothrak, après que les hommes de Daenerys ont essayé à trois reprises de le capturer.
Après son mariage avec un noble et esclavagiste, Hizdahr zo Loraq, les arènes sont rouvertes, l'une des conditions auxquelles Daenerys a dû se soumettre pour sa paix. Son époux, Hizdahr, la presse de goûter un plat de sauterelles grillées au miel mais elle n'en veut point. Drogon arrive attiré par l'odeur du sang et commence à tuer ceux qui veulent le capturer. Daenerys va le rejoindre dans l'arène et elle tente de le dompter avec l'aide d'un fouet et en lui parlant. Elle grimpe sur son dos et s'envole vers la mer Dothrak. Ses sang-coureurs partent à sa recherche. Pendant ce temps, elle remonte un cours d'eau pour revenir à Meereen en ne se nourrissant que d'eau pour survivre. Elle voit Drogon chasser et l'appelle lorsqu'elle rencontre un éclaireur dothraki. Le dragon brûle un cheval et elle partage son repas avec lui, lorsqu'un khalasar arrive devant elle. Elle rencontre alors le khal Jhaqo.
Pendant ce temps, les deux autres dragons, toujours prisonniers, attirent la convoitise de Quentyn Martell, qui souhaite les utiliser pour rejoindre Daenerys. Il monte un plan pour en voler un, mais se fait grièvement brûler par Rhaegal, qui s'échappe avec son frère.

## Vue générale des alliances
- Maison Arryn
  - Maison Baelish : Petyr Baelish
  - Maison Belmore
  - Maison Corbray
  - Maison Grafton
  - Maison Rougefort
  - Maison Royce
  - Maison Sunderland
  - Maison Vanbois
  - Maison Veneur
- Maison Baratheon
  - Maison Buckler
  - Maison Caron
  - Maison Dondarrion : Béric Dondarrion
  - Maison Estremont
  - Maison Connington : Jon Connington
  - Maison Mervault : Davos Mervault
  - Maison Morrigen
  - Maison Selmy : Barristan Selmy
  - Maison Staedmon
  - Maison Swann
  - Maison Torth : Brienne de Torth
- Maison Greyjoy
  - Maison Bonfrère
  - Maison Botley
  - Maison Harloi
  - Maison Timbal
  - Maison Wynch
- Maison Lannister
  - Maison Brax
  - Maison Clegane : Gregor Clegane, Sandor Clegane
  - Maison Crakehall
  - Maison Farman
  - Maison Fléaufort
  - Maison Lefford
  - Maison Marpheux
  - Maison Payne : Ilyn Payne, Podrick Payne
  - Maison Prestre
  - Maison Serrett
- Maison Martell
  - Maison Boisleau : Gerris Boisleau
  - Maison Dayne
  - Maison Ferboys : Archibald Ferboys
  - Maison Gargalen
  - Maison Jordayne
  - Maison Poulet
  - Maison Uller
- Maison Stark
  - Maison Bolton : Roose Bolton, Ramsay Snow
  - Maison Cassel : Rodrik Cassel
  - Maison Cerwyn
  - Maison Corbois
  - Maison Flint
  - Maison Karstark : Rickard Karstark
  - Maison Manderly : Wyman Manderly
  - Maison Mormont : Jeor Mormont, Jorah Mormont
  - Maison Omble
  - Maison Reed : Jojen Reed, Meera Reed
- Maison Targaryen
- Maison Tully
  - Maison Bracken
  - Maison Darry
  - Maison Frey : Walder Frey
  - Maison Mallister : Jason Mallister
  - Maison Nerbosc
  - Maison Piper
  - Maison Vance
- Maison Tyrell
  - Maison Ambrose
  - Maison Caswell
  - Maison Florent
  - Maison Hightower
  - Maison Redwyne
  - Maison du Rouvre : Arys du Rouvre
  - Maison Rowan
  - Maison Tarly : Randyll Tarly, Samwell Tarly